# Натан Бедфорд Форрест
Натан Бедфорд Форрест (англ. Nathan Bedford Forrest) (13 липня 1821 — 29 жовтня 1877) — американський работорговець, активний у долині нижньої течії річки Міссісіпі, який служив генералом армії Конфедеративних Штатів під час Громадянської війни в США. Він був одним із засновників і першим Великим чарівником Ку-клукс-клану епохи Реконструкції після Громадянської війни, виконуючи його обов'язки з 1867 по 1869 рік.
До війни Форрест накопичив значні статки як торговець кіньми та худобою, брокер з нерухомості, оператор в'язниці для рабів, міжштатний работорговець та власник бавовняних плантацій. У червні 1861 року він вступив до лав армії Конфедерації та став одним з небагатьох солдатів під час війни, хто вступив до лав рядового та отримав підвищення до генерала без попередньої військової підготовки. Будучи досвідченим лідером кавалерії, Форрест отримав командування корпусом і встановив нові доктрини для мобільних сил, отримавши прізвисько «Чарівник сідла». Він використовував свої кавалерійські війська як кінну піхоту та часто розгортав артилерію як провідну в бою, тим самим допомагаючи «революціонізувати тактику кавалерії». Його роль у різанині кількох сотень солдатів армії США у Форт-Піллоу залишається суперечливою, як застосування політики Конфедерації «без пощади» щодо чорношкірих ворожих комбатантів. У квітні 1864 року, під час битви, яку називають «однією з найпохмуріших і найсумніших подій американської військової історії», війська під командуванням Форреста в битві при Форт-Піллоу вбили сотні військовослужбовців, що здалися в полон, які складалися з чорношкірих солдатів та білих теннессіанських південних юніоністів, які воювали за Сполучені Штати. Американська преса звинуватила Форреста у цій різанині, і ця новина, можливо, зміцнила рішучість Сполучених Штатів виграти війну. Рівень відповідальності Форреста за цю різанину досі обговорюється істориками.
Форрест приєднався до Ку-клукс-клану в 1867 році (через два роки після його заснування) і був обраний його першим Великим чарівником. Клан являв собою таємну мережу лігв по всьому повоєнному Півдню, де колишні реакціонери Конфедерації, маючи хорошого коня та рушницю, погрожували, нападали та вбивали політично активних чорношкірих та їхніх союзників заради політичної влади в системі, в якій нещодавно домінували ті, кого називали «неграми, саквояжниками та негідниками». Клан, на чолі з Форрестом, придушував виборчі права чорношкірих шляхом насильства та залякування під час виборів 1868 року. У 1869 році Форрест висловив розчарування відсутністю дисципліни своєї організації та видав листа з наказом про розпуск Ку-клукс-клану, а також знищення його костюмів; після цього він вийшов з організації. Пізніше Форрест заперечував свою приналежність до Ку-клукс-клану,  а в 1870-х роках двічі робив заяви на підтримку расової гармонії та гідності чорношкірих. Протягом останніх років свого життя він служив у раді залізниці та обробляв землю на острові Президента, використовуючи працю каторжників. Форрест помер від хвороби в 1877 році у віці 56 років.
Вчені загалом визнають навички та проникливість Форреста як кавалерійського лідера та тактика, завдяки його довоєнній работоргівлі та післявоєнному лідерству в ККК.

## Раннє життя та кар'єра

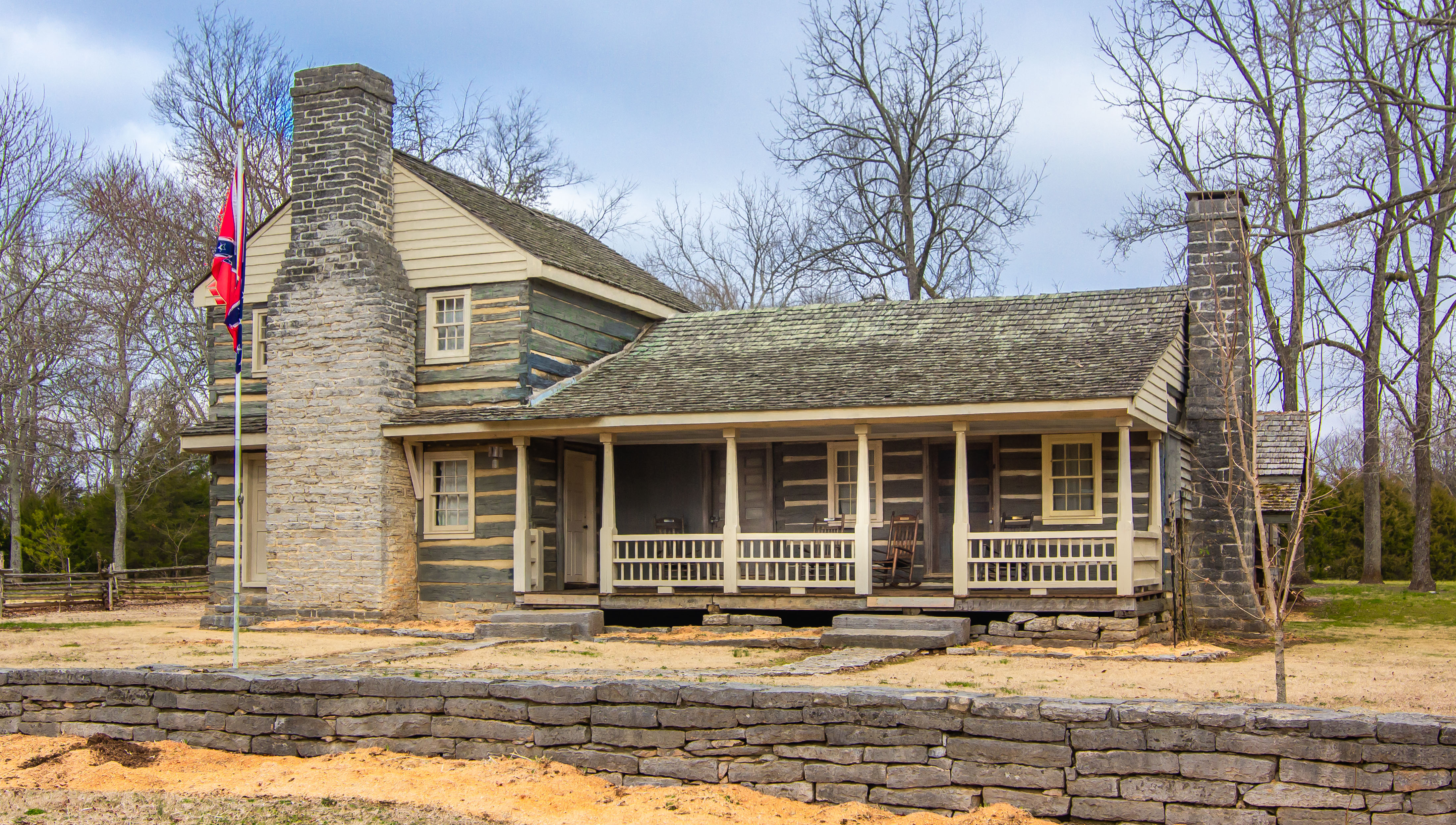
Дім часів дитинства Натана Бедфорда Форреста

Натан Бедфорд Форрест народився 13 липня 1821 року в родині Міріам (Бек) та Вільяма Форрестів, бідної родини поселенців, яка жила у відокремленій прикордонній хатині поблизу села Чапел-Гілл, штат Теннессі (тоді частина округу Бедфорд, а зараз — округ Маршалл).

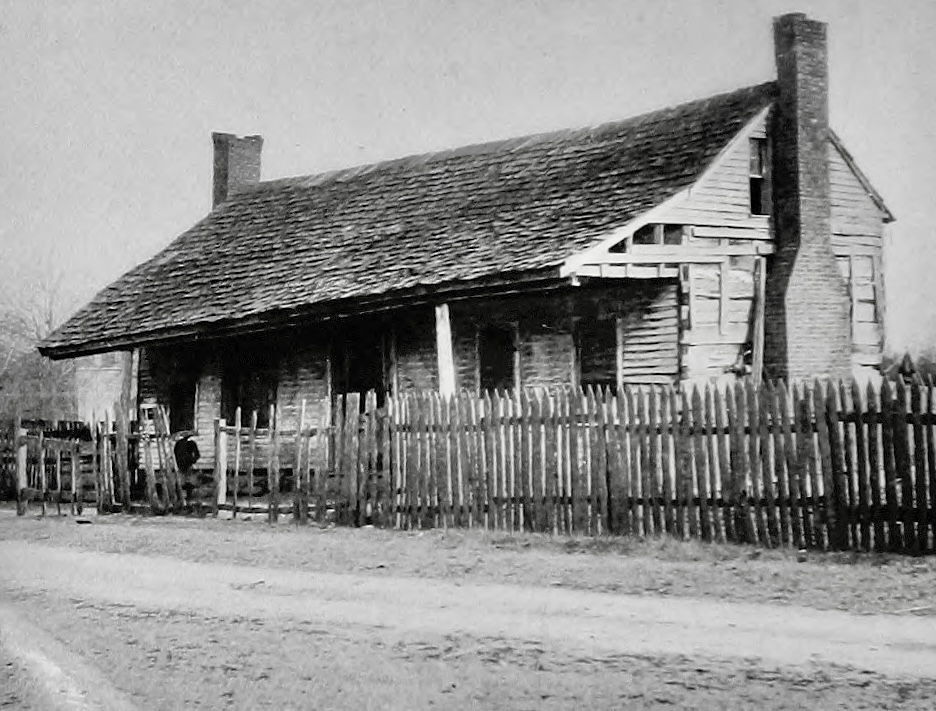
Ранній дім родини Форрестів у Ернандо, штат Міссісіпі, фотографія опублікована 1902 року

Його батько був англійського походження, і хоча більшість біографів Натана стверджують, що його мати була шотландсько-ірландського походження, Мемфіське генеалогічне товариство стверджує, що вона також була англійського походження.
Він та його сестра-близнючка Фанні були двома старшими з 12 дітей. Їхній прадід, Шадрах Форрест, переїхав між 1730 і 1740 роками з Вірджинії до Північної Кароліни, де народився його син (дід Бедфорда) та онук (батько Бедфорда); вони переїхали до Теннессі в 1806 році, і він помер у  Бедфорді, штат Теннессі, за рік до народження Натана Бедфорда. Родина Форреста жила в дерев'яному будинку (який зараз зберігся як Будинок дитинства Натана Бедфорда Форреста) з 1830 по 1833 рік.  Джон Аллан Ваєт, який служив в Алабамському полку під командуванням Форреста, описав його як однокімнатну будівлю з горищем та без вікон.
Вільям Форрест продовжував займатися ковальською справою в Теннессі до 1834 року, коли родина переїхала до Салема, штат Міссісіпі. Коли його батько помер у 1837 році, Натан став головним опікуном сім'ї у віці 16 років. Форрест наважився розпочати ділове партнерство зі своїм дядьком Джонатаном Форрестом у Ернандо, штат Міссісіпі, у 1841 році. Його дядька згодом у 1845 році вбили на місці справи брати Метлок під час сварки. У відповідь Бедфорд застрелив двох із них зі свого двозарядного пістолета та поранив двох інших позиченим ножем. Один із братів пізніше деякий час служив під командуванням Форреста під час Громадянської війни.  Ранні ділові підприємства Форреста включали стайню, лінію диліжансів та цегельню. Він став добре відомим як спекулянт з Мемфіса та гравець з Міссісіпі.
У 1858 році Форрест був обраний міським олдерменом Мемфіса як представник Південних демократів та прослужив два терміни поспіль.  Він придбав дві великі бавовняні плантації в окрузі Коагома, штат Міссісіпі, та придбав половину частки власності плантації в Арканзасі в 1859 році; до жовтня 1860 року він володів щонайменше 3345 акрами землі в Міссісіпі. Він придбав кілька бавовняних плантацій у регіоні Дельта у Західному Теннессі.
 На момент початку Громадянської війни в США в 1861 році він став одним із найбагатших людей на півдні Сполучених Штатів, накопичивши «особистий статок, який, як він стверджував, коштував 1,5 мільйона доларів».
Форрест мав зріст 1,88 м, вагу близько 82 кг, рідко пив і утримувався від вживання тютюну. Був відомий як невтомний вершник у сідлі та вправний фехтувальник.  Капітан армії США Льюїс Хосеа, помічник генерала Джеймса Х. Вілсона, відзначав Форреста як людину з «вражаючою та владною особистістю». Його часто описували як людину з загалом лагідними манерами, але, за словами Хосеа та інших сучасників, які його знали, його поведінка різко змінювалася, коли його провокували чи гнівали.  Хоча він не мав формальної освіти, за словами Сполдінга, Форрест міг читати та писати чіткою та граматичною англійською мовою, хоча й погано орфографічно володів. Натан був посвячений у масонство, але не просунувся далі ступеня вступника-учня.

## Шлюб і сім'я

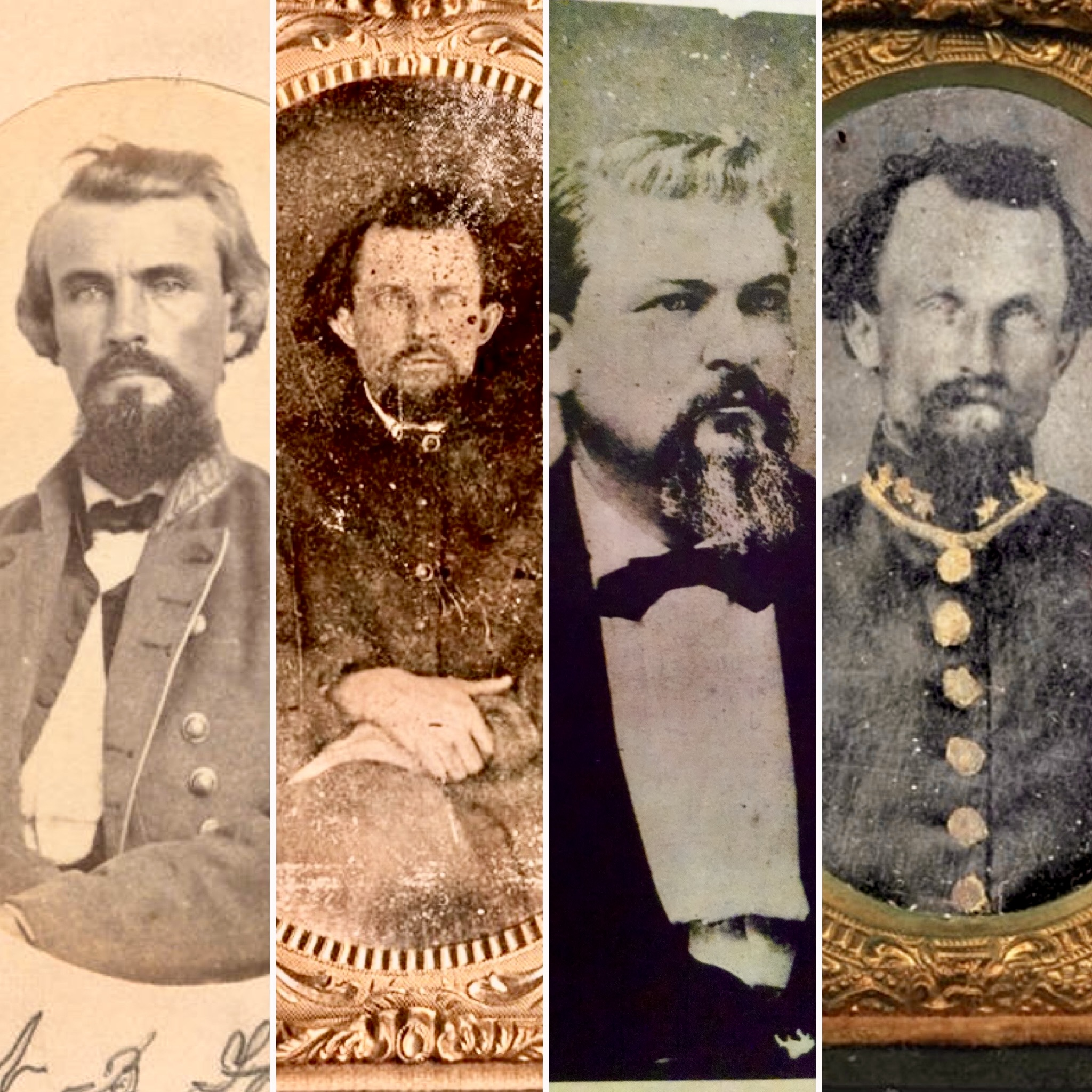
Натан Бедфорд Форрест з братами

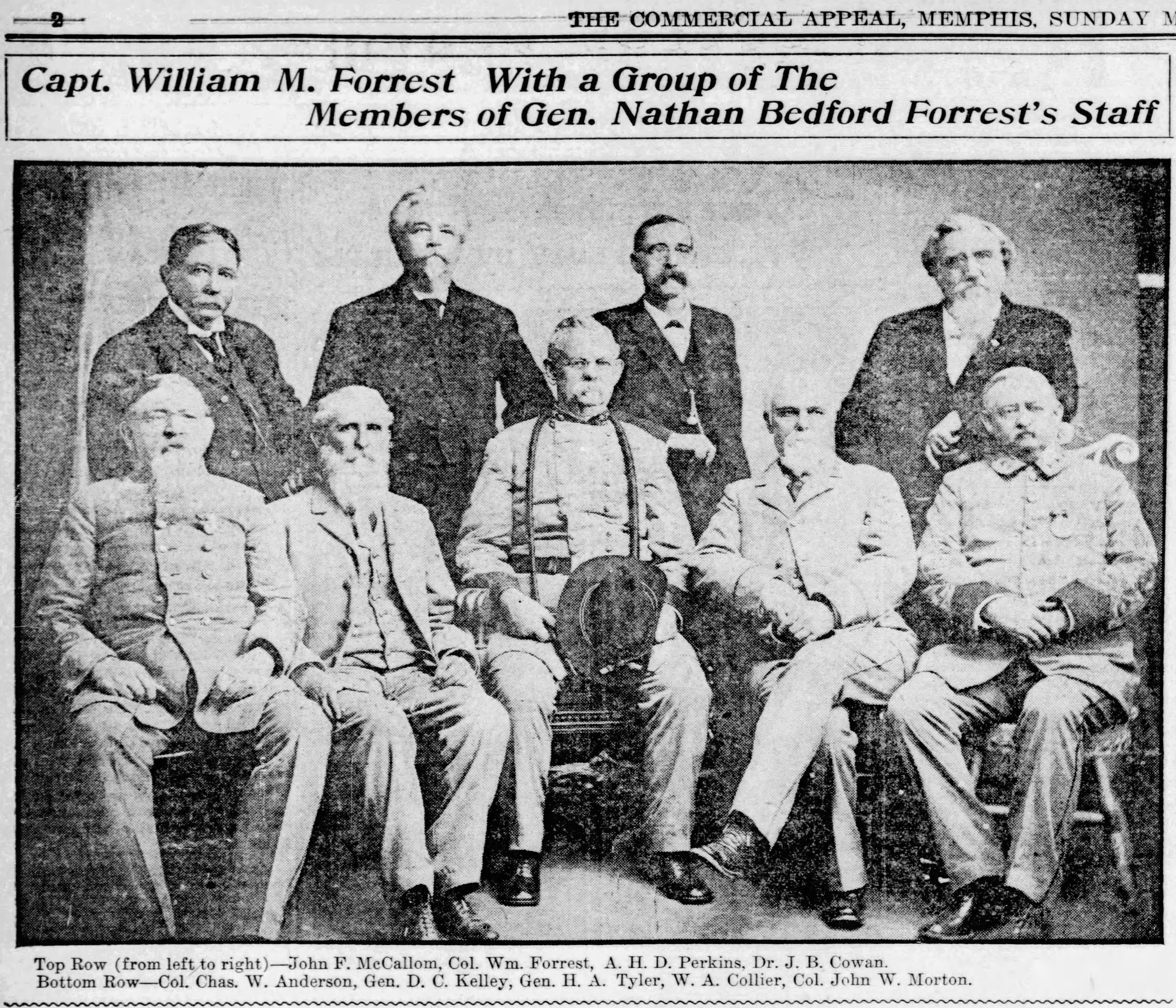
Н. Б. Форрест, його 15-річний син В. М. Форрест та його 25-річний брат Дж. Е. Форрест вступили до лав армії Конфедеративних Штатів того ж дня; Джеффрі Форрест загинув у бою в битві при Околоні в 1864 році («Капітан Вільям М. Форрест з групою членів штабу генерала Натана Бедфорда Форреста», Мемфіське комерційне звернення, 9 лютого 1908 року).

У Форреста було дванадцять братів і сестер; двоє з його восьми братів і троє з чотирьох сестер померли від черевного тифу в ранньому віці, всі приблизно в один і той самий час. Він також захворів на цю хворобу, але вижив; його батько одужав, але помер від залишкових наслідків хвороби через п'ять років, коли Бедфорду було 16 років. Його мати, Міріам, потім вийшла заміж за Джеймса Гораціо Люкстона з Маршалла, штат Техас, у 1843 році та народила ще чотирьох дітей. Усі молодші брати Форреста по порядку: Джон Н. Форрест, Вільям Г. Форрест, Аарон Г. Форрест, Джессі А. Форрест та Джеффрі Е. Форрест — працювали работорговцями до війни.  Усі, крім Джона, який був ветераном-інвалідом американо-мексиканської війни, служили офіцерами Конфедерації в Теннессі та Міссісіпі під час Громадянської війни в США.  Син Форреста, Вільям М. Форрест, служив його ад'ютантом, а його зведений брат Мет Лакстон був сержантом і розвідником у його кавалерії.
У 1845 році Форрест одружився з Мері Енн Монтгомері (1826–1893), племінницею пресвітеріанського священика, який був її законним опікуном.  У них було двоє дітей: Вільям Монтгомері Бедфорд Форрест IIII (1846–1908), який вступив до армії у віці 15 років і служив разом зі своїм батьком на війні, та дочка Фанні (1849–1854), яка померла в дитинстві. Також є повідомлення, що датуються 1864 роком, що у Форреста було двоє дітей, Томас і Нарцисса, від рабині на ім'я Катаріна.
Онук Форреста, Натан Бедфорд Форрест II (1872–1931), став головнокомандувачем Синів ветеранів Конфедерації, Великим Драконом Ку-клукс-клану в Джорджії та секретарем національної організації.  Правнук, Натан Бедфорд Форрест III (1905–1943), закінчив Вест-Пойнт і дослужився до звання бригадного генерала в Повітряному корпусі армії США; він загинув під час бомбардування Третього Рейху в 1943 році, ставши першим американським генералом, який загинув у бою на Європейському театрі військових дій під час Другої світової війни.

## Торгівля рабами

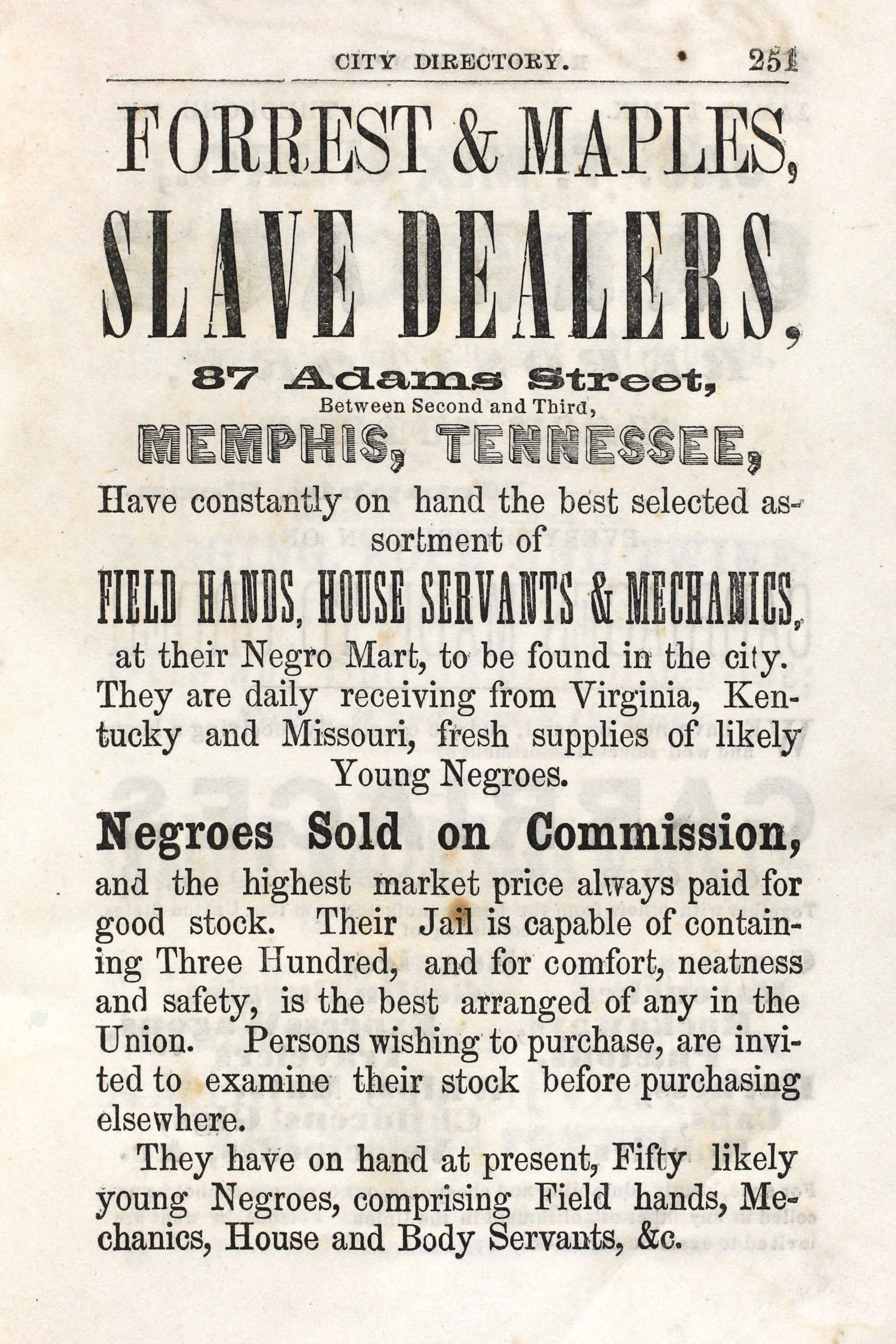
Реклама Forrest & Maples у міському архіві Мемфіса

Натан Бедфорд Форрест, якого Парсон Браунлоу в 1864 році зневажливо назвав «закоренілим торговцем неграми та конюхом з Мемфіса», був відомим работорговцем Сполучених Штатів з 1851 по 1860 рік. Форреста вважали одним із «великої четвірки»  «феноменально великих» торговців Мемфіса, який був «першокласним ринком» работоргівлі в Теннессі. Вважається, що він продав тисячі рабів протягом своєї кар'єри та отримав прибуток у сотні тисяч доларів у валюті 1850-х років. Перебуваючи переважно в Мемфісі, він зміг відкрити другий ринок у Віксбурзі в 1858 році. Під час Громадянської війни в Америці Форрест посилався на свій діловий досвід у письмовому запиті на незалежне командування: «Я прожив на Міссісіпі понад двадцять років, багато років займався купівлею та продажем негрів і чудово знаю місцевість між Мемфісом і Віксбургом, а також добре знайомий з усіма видатними плантаторами в цьому регіоні, а також вище Мемфіса».
Спочатку він працював незалежним работорговцем, потім був партнером Сіборна С. Джонса, потім — Берда Гілла (більш досвідченого менеджера негритянських ринків), потім — Джозаї Мейплза, потім знову став приватним підприємцем, і нарешті возз'єднався з Джонсом.
Починаючи з ери Forrest & Maples, його бізнес знаходився за адресою Адамс-стріт 87, у Мемфісі, де кілька інших работорговців мали свої загони для рабів та аукціонні майданчики, що зробило цей район ефективним бізнес-кластером. Після війни жінка на ім'я Неллі Гарболд розмістила оголошення про возз'єднання сім'ї, сподіваючись знайти своїх дітей, Лідію, Майлі А. та Семюеля Тірлі, яких усіх продали окремим покупцям з «двору Форреста-торговця» в Мемфісі у 1854 році. Традиційно кажуть, що Форрест навчався у керівників Bolton, Dickens & Co. багатомільйонної компанії, яка торгувала в десятці південних міст, але нещодавні дослідження показують, що це може бути апокрифом. Після завершення будівництва залізниці Мемфіс-Чарльстон у 1857 році Форрест почав перевозити рабів залізницею з Південної Кароліни, включаючи теслю на ім'я Річард та чоловіка на ім'я Бент, які одразу втекли від своїх нових власників у Теннессі. У 1859 році в ЗМІ, висвітлюючи бізнес Форреста, увага приділялася певному продукту – дівчині-невільниці, яка як кажуть, була дочкою Фредеріка Дугласа. Історик Тім Хюбнер стверджує, що це, ймовірно, була Анна Марі Бейлі, племінниця Дугласа.
Серед рабів, яких пропонує на продаж пан Форрест з Мемфіса, штат Теннессі, є дівчина, яка, як відомо, є дочкою сумнозвісного Фреда Дугласа, аболіціоніста-«вільного негра». — Кажуть, що вона належить до класу, відомого серед торговців як «ймовірна дівчина», і є уродженкою Північної Кароліни. — Вона дуже яскраво пам’ятає свого батька, бачивши його під час його останнього візиту до Старого Північного штату. «Мемфіська лавина» припускає, що оскільки Фред цілком спроможний зробити витрати, йому слід або купити власну плоть і кров з рабства, або припинити свої крики через установу, яка має такі невимовні жахи.
Вінчестерський (Теннессі) Домашній журнал, 1859

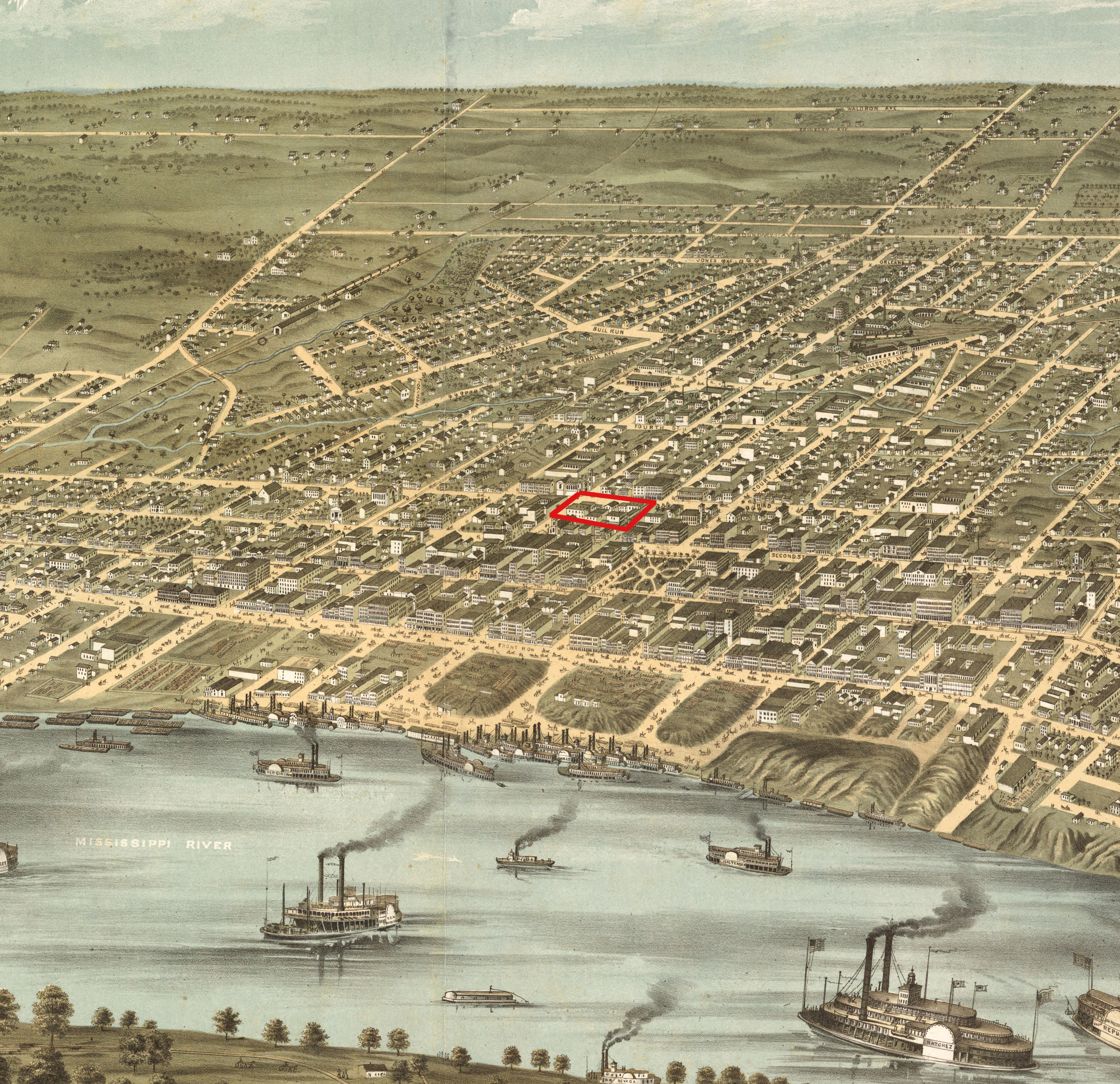
Розташування будинків 87 та 89 на вулиці Адамс позначено червоним кольором (вулиці з того часу перенумерували; історичний маркер знаходиться на парковці за церквою)

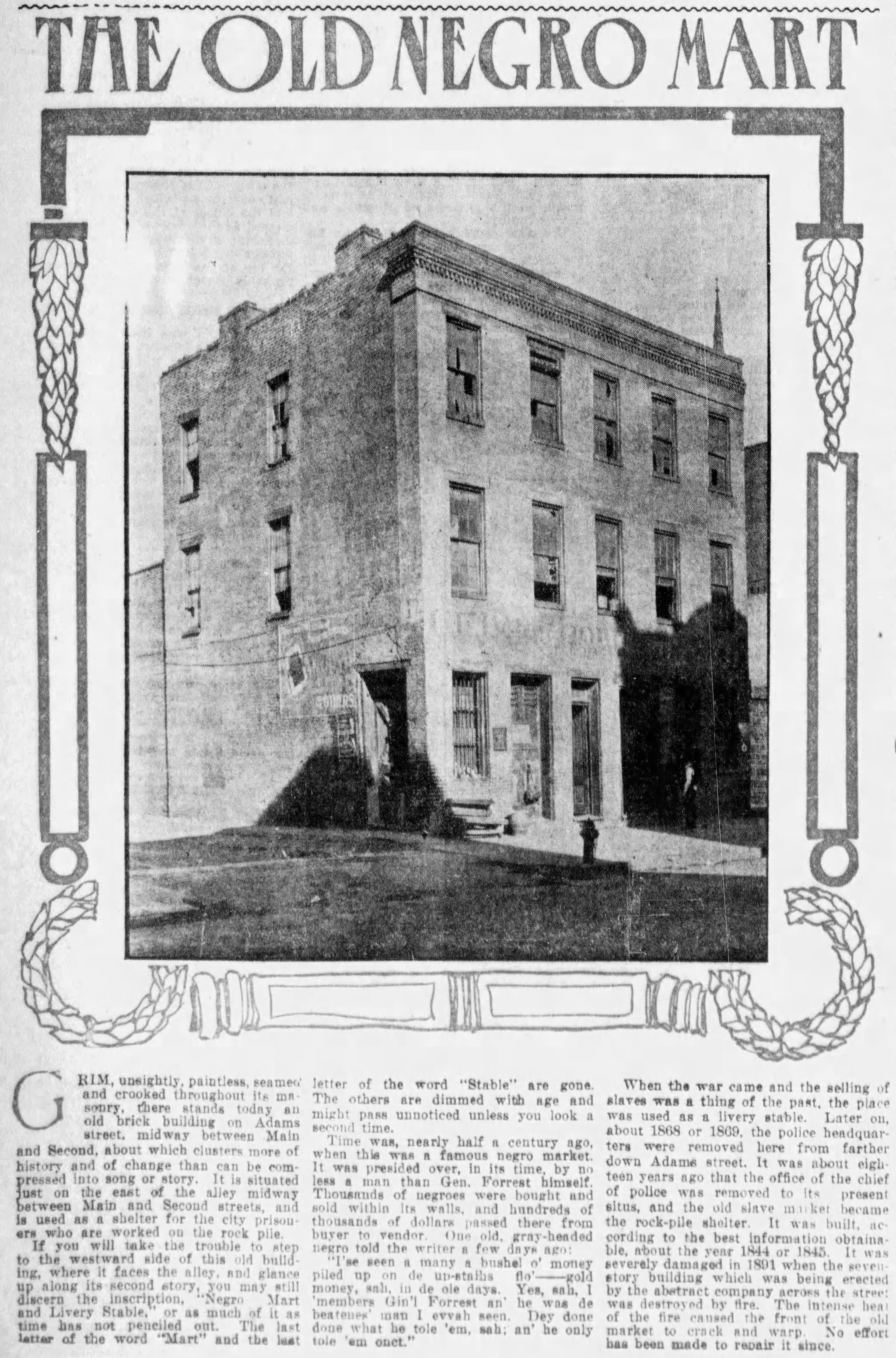
У 1907 році в газеті «Memphis Commercial Appeal» стверджувалося, що це був загін для рабів Форреста, але в'язниця Форреста знаходилася між Другим і Третім ярусами. У 1862 році газета «Daily Union Appeal» описувала в'язницю Форреста як «брудне лігво, і будь-якій порядній людині стало б погано провести там хоча б одну ніч».

У 1859 році федеральне розслідування виявило, що Форрест також продав 37 особин, незаконно ввезених до Сполучених Штатів з Африки на невільницькому кораблі «Вандерер». Форрест який виступав за відновлення трансатлантичної работоргівлі, пізніше розповів в інтерв'ю, що він був початковим інвестором у партію «Вандерера». Пізніше Форрест переїхав з Адамс 87 до Адамс 89, що дозволило йому збільшити місткість рабів з максимум 300 до максимум 500. Згодом Натан продав свою частку в бізнесі після будівельної катастрофи та реінвестував прибуток у плантації. На місці колишнього невільницького ярмарку Форреста в центрі Мемфіса, на землі, що зараз належить Єпископальній церкві Голгофи, було встановлено пам'ятник, який було освячено 4 квітня 2018 року.

## Громадянська війна в США

### Раннє командування кавалерією
Після початку Громадянської війни, Форрест повернувся до Теннессі зі своїх поїздок у Міссісіпі та 14 червня 1861 року вступив до лав Армії Конфедеративних Штатів. Він з'явився на навчання у Форт-Райт поблизу Рендольфа, штат Теннессі, приєднавшись до кавалерійської роти капітана Джозаї Вайта, Теннессіських кінних стрільців (Сьомого Теннессіського кавалерійського полку), рядовим разом зі своїм молодшим братом та 15-річним сином. Побачивши, наскільки погано оснащена АКШ, Форрест запропонував купити коней та спорядження за власні гроші для полку добровольців з Теннессі.
Його вищестоящі офіцери та губернатор Теннессі Ішем Г. Гарріс були здивовані тим, що людина з багатством і відомством як Форрест, записалася на службу солдатом, особливо враховуючи те, що значних плантаторів було звільнено від служби. Вони присвоїли йому звання підполковника та уповноважили його набирати та навчати батальйон кінних рейнджерів Конфедерації. У жовтні 1861 року Форресту було доручено командувати полком, 3-м Теннессіським кавалерійським полком. Хоча Форрест не мав попередньої формальної військової підготовки чи досвіду, він продемонстрував лідерські якості та невдовзі довів, що може успішно застосовувати військову тактику.
Бедфорд здобув репутацію завдяки своїй готовності підтримувати дисципліну за допомогою фізичної сили. Коли інформація, з якою повернувся розвідник, виявилася помилковою, Форрест вдарив чоловіка головою об дерево. Після того, як лейтенант відмовився приєднатися до своїх військ у річці, де вони будували міст, Форрест штовхнув його у воду. Солдата, який відмовився переплисти річку Теннессі, генерал вдарив веслом. Двох інших, які втекли від розгрому, побили гілкою, а Форрест застрелив того, хто ніс прапор. Поряд із жорстоким поводженням з його полоненими, це призвело до того, що багато солдатів та молодших офіцерів відмовилися служити під його керівництвом.
Громадські дебати оточили рішення Теннессі приєднатися до Конфедерації, і армії Конфедерації та Сполучених Штатів одночасно набирали солдатів зі штату. Понад 100 000 чоловіків з Теннессі служили в армії Конфедерації, а понад 31 000 — в армії США. Форрест розмістив оголошення про вступ до свого полку з гаслом: «Давайте розважимося та вб'ємо кількох Янкі!».  Командування Форреста включало його роту ескорту (його «Спеціальні сили»), для якої він відбирав найкращих доступних солдатів. Цей підрозділ, розмір якого коливався від 40 до 90 осіб, становив еліту його кавалерії.

### Сакраменто та Форт-Донельсон

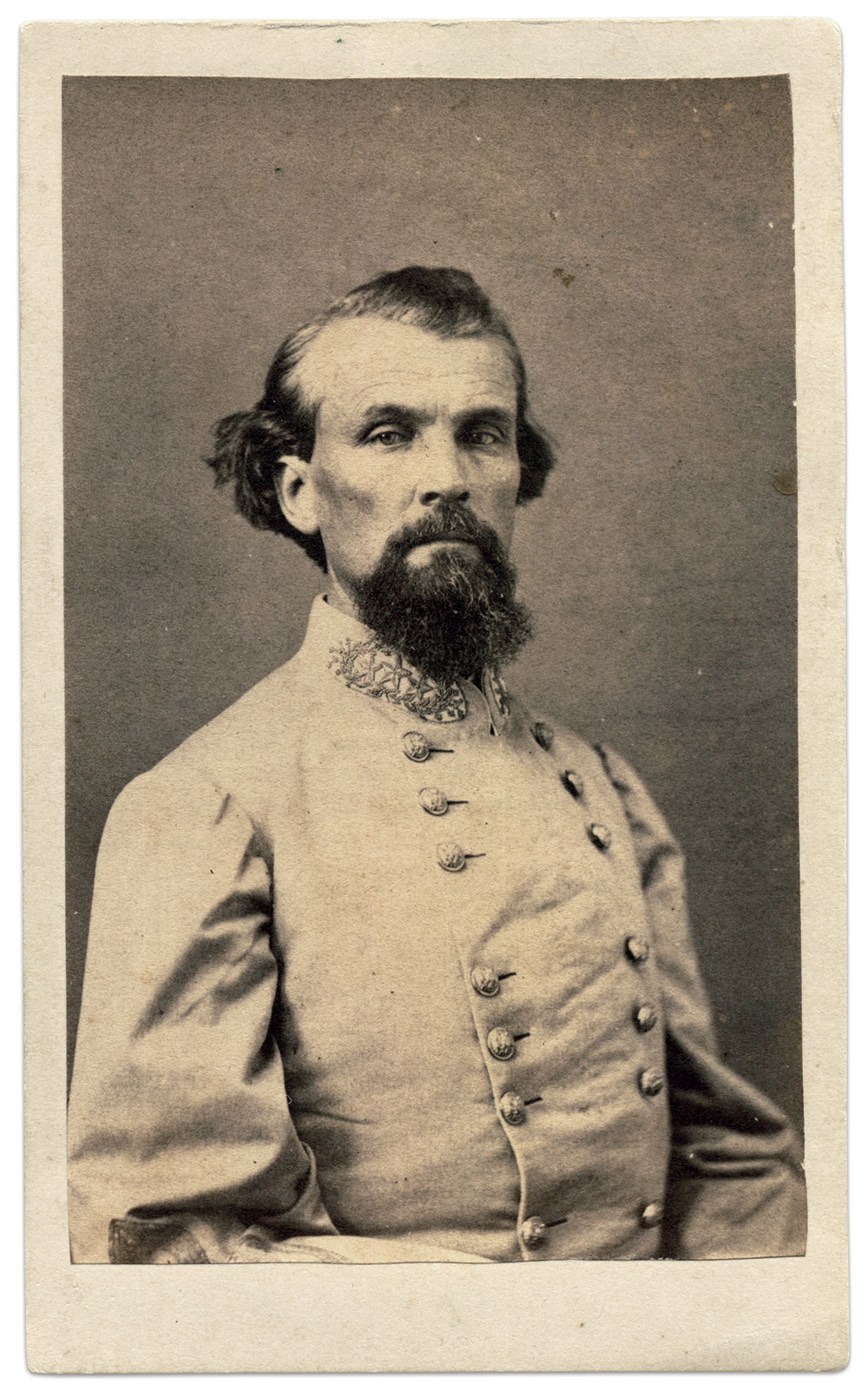
Картка полковника Бедфорда Форреста, візитна картка галереї Bingham & Brothers у Мемфісі (колекція Стіва та Майка Романо, військові зображення)

Форрест отримав похвалу за свою діяльність під вогнем під час ранньої перемоги в битві при Сакраменто в Кентуккі, першій, в якій він командував військами в польових умовах, де він розгромив сили армії США, особисто очоливши кавалерійську атаку, яку пізніше похвалив бригадний генерал Чарльз Кларк.  Форрест ще більше відзначився в битві при форті Донельсон у лютому 1862 року. Після того, як його кавалерія захопила артилерійську батарею США, він вирвався з облоги, очолюваної генерал-майором Уліссом Грантом, зібравши майже 4000 солдатів і привівши їх до втечі через річку Камберленд.
Через кілька днів після капітуляції форту Донельсон, коли падіння Нашвілла перед американськими військами було неминучим, Форрест взяв командування містом. Усі наявні вози та фургони були задіяні для перевезення 600 ящиків армійського одягу, 250 000 фунтів бекону та 40 вагонів боєприпасів до залізничних складів, з яких їх відправляли до Чаттануги та Декейтера. Форрест організував відправку до Атланти важкої артилерії, включаючи новий нарізний верстат для 14 гармат, а також деталі з збройової палати Нашвілла, для використання армією Конфедерації.

### Шайло та Мерфрісборо
Через місяць Форрест повернувся до бою в битві при Шайло, яка відбулася 6–7 квітня 1862 року. Після перемоги США Форрест командував ар'єргардом Конфедерації. У битві при Фоллен Тімберс він прорвався крізь лінію американських солдат. Не усвідомлюючи, що решта його людей зупинили атаку, коли вони досягли повної американської бригади, Форрест атакував бригаду самостійно і невдовзі опинився в оточенні. Він розрядив свої револьвери Colt Army у вируючу масу солдатів армії США та витягнув шаблю, рубаючи всіх ворожих воїнів довкола. Американський піхотинець, що лежав поруч із Форрестом, вистрілив у нього з мушкетної кулі впритул, мало не вибивши його з сідла. Куля пройшла крізь таз Форреста та застрягла біля його хребта. Хірург видалив мушкетну кулю через тиждень без анестезії, бо вона була недоступна.
На початку літа Форрест командував новою бригадою недосвідчених кавалерійських полків. У липні він повів їх до Середнього Теннессі, отримавши наказ розпочати кавалерійський рейд. 13 липня 1862 року він повів їх у Першу битву при Мерфрісборо, в результаті якої всі американські частини здалися Форресту. Конфедерати знищили значну частину припасів та залізничних колій армії США в цьому районі.

### Рейди на Західний Теннессі

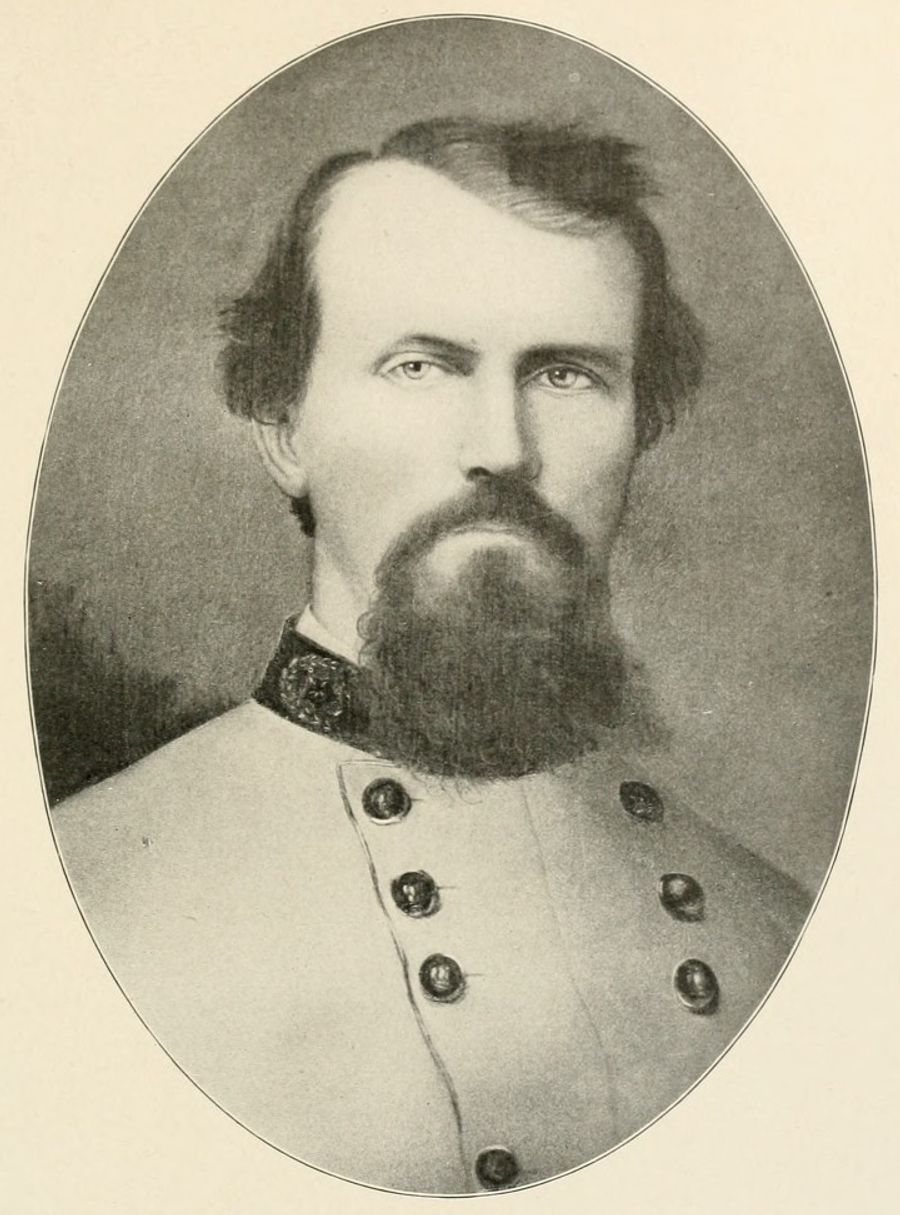

21 липня 1862 року Форрест отримав підвищення до бригадного генерала та був призначений командувачем кавалерійської бригади. У цей час кавалерійськими операціями керував генерал-майор Ерл Ван Дорн, який командував силами Конфедерації в регіоні. Форрест служив лідером кавалерії Ван Дорна під час серії рейдів, спрямованих на зрив просування Союзу, включаючи операції, що призвели до успішного рейду на Холлі-Спрінгс, несподіваної атаки, організованої Ван Дорном, яка зруйнувала лінії постачання Союзу та змусила Гранта тимчасово зупинити свою кампанію у Віксбурзі — результат, який зберіг доступ Півдня до основних портів і підтримував надії Конфедерації в критичний момент війни. У березні 1863 року Форрест і Ван Дорн знову працювали разом, щоб здобути ще одну вирішальну перемогу Конфедерації в битві при Томпсонс-Стейшн, захопивши понад 1200 військовослужбовців Союзу та зупинивши імпульс війни в центральному Теннессі.  Цей досвід суттєво вплинув на розвиток підходу Форреста до мобільної війни. У грудні 1862 року генерал Брекстон Брегг перепризначив ветеранів Форреста до іншого офіцера, незважаючи на його протест. Форресту довелося набрати нову бригаду з приблизно 2000 недосвідчених бійців, більшість з яких не мали зброї.  Знову ж таки, Брегг наказав провести серію рейдів, щоб порушити зв'язок військ армії США під командуванням Гранта, які загрожували місту Віксбург, штат Міссісіпі. Форрест говорив, що відправка таких непідготовлених людей у тил ворога є самогубством, але Брегг наполягав, і Бедфорд виконав його наказ. Під час наступних рейдів його переслідували тисячі американських солдатів, які намагалися знайти його швидко рухаючі сили. Уникаючи нападу, ніколи не затримуючись надовго на одному місці, Форрест зрештою повів свої війська навесні та влітку 1864 року в рейди на західний Теннессі, аж до берегів річки Огайо на південному заході Кентуккі та на північ Міссісіпі.
Форрест повернувся на свою базу в Міссісіпі з більшою кількістю людей, ніж спочатку. На той час усі вони були повністю озброєні захопленою зброєю армії США. В результаті Грант був змушений переглянути та відкласти свою стратегію кампанії у Віксбурзі. Кореспондент газети Сільванус Кадвалладер, який подорожував з Грантом протягом трьох років під час його кампаній, писав що Форрест «був єдиним кавалеристом Конфедерації, якого Грант дуже боявся».

### Дувр, Брентвуд і Чаттануга
Армія США отримала військовий контроль над Теннессі в 1862 році та окупувала його на весь час війни, взявши під контроль стратегічні міста та залізниці. Форрест продовжував керувати своїми людьми в невеликих операціях, включаючи битву при Дуврі та битву при Брентвуді, до квітня 1863 року. Армія Конфедерації відправила його з невеликими силами в глибинку північної Алабами та західної Джорджії для захисту від атаки 3000 кавалеристів армії США під командуванням полковника Абеля Стрейта. Стрейт отримав наказ перерізати залізницю Конфедерації на південь від Чаттануги, штат Теннессі, щоб перекрити лінію постачання Брегга та змусити його відступити до Джорджії.  Форрест переслідував людей Стрейта протягом 16 днів, переслідуючи їх всю дорогу. Мета Стрейта змінилася з демонтажу залізниці на втечу від переслідування. 3 травня Форрест наздогнав підрозділ Стрейта на схід від Сідар-Блафф, штат Алабама. Форрест мав менше людей, ніж американська сторона, але вдавав, що має більші сили, неодноразово демонструючи деяких з них на вершині пагорба, доки Стрейта не переконали здати своїх приблизно 1500 виснажених військ (деякі історики говорять що  було близько 1700 людей).

### Дейс-Геп, Чікамауга та Педука
Не всі подвиги Форреста в індивідуальних боях стосувалися ворожих військ. Лейтенанта Ендрю Віллса Гулда, артилерійського офіцера під командуванням Форреста, перевели, ймовірно, тому що гармати під його командуваннямбули підбиті (виведені з ладу) ворогом  під час битви при Дейс-Геп. 13 червня 1863 року Гулд звернувся до Форреста з приводу його переведення, що переросло в жорстоку перестрілку. Гулд вистрілив Форресту в лівий бік,  і Форрест смертельно зарізав Гулда. Вважалося, що Форрест був смертельно поранений Гулдом, але він одужав і був готовий воювати в кампанії у Чікамаузі.
Форрест служив з основною армією в битві при Чікамаузі 18–20 вересня 1863 року, в якій він переслідував відступаючу армію США та взяв сотні полонених.  Як і кілька інших під командуванням Брегга, він закликав до негайної наступальної операції, щоб повернути Чаттанугу, яка впала кілька тижнів тому. Брегг не зробив цього, після чого Форрест сказав: «За що він воює?»
Форрест (разом з іншими підлеглими Брегга) не був безвинним у дезорганізації, яка змусила Брегга вирішити не переслідувати війська після перемоги при Чікамаузі. Він і Віллер регулярно зазнавали невдачі протягом усієї Чаттанузької кампанії у зборі розвідувальних даних про розташування сил Союзу, у випадку Форреста, оскільки він часто брав участь у самій гущі битв, де не міг зібрати цю інформацію. Форрест також зазнав тактичної невдачі в перший день битви, просунувши свої війська на північ вгору по струмку у відповідь на уявну загрозу, замість того, щоб прикривати просування конфедератів, як йому було наказано. В результаті, час який знадобився піхоті для боротьби за переправи через мости Александера та Ріда, дозволив генералу Вільяму Роузкрансу зміцнити оборону своїх військ у цьому районі. Тієї ночі Форрест знову відмовився прикривати правий фланг армії; якби він це зробив, то виявив би велику прогалину в лініях Союзу, помилка, яку назвали «найбільш значним розвідувальним недоліком усієї битви», оскільки вона залишила Брегга абсолютно неінформованим про розташування сил Союзу, навіть коли він планував контратаку. Наступного ранку погано спланована атака, розпочата Форрестом у цьому районі, призвела до великих втрат та затримала контратаку.
Намагаючись створити плацдарм для повернення Чаттануги, Брегг наказав Форресту та Віллеру рухатися на північ після битви, щоб вони могли порушити крихку лінію постачання Роузкранса з Нешвілла. Але Форрест звернув до Ноксвілла, дозволивши Роузкрансу зміцнити свій контроль над містом, що спонукало Брегга описати Форреста як «не більше ніж хорошого рейдера», коли він підписав накази про переведення Форреста з-під його командування до західного Теннессі приблизно через місяць. Це нібито призвело до зустрічі, на якій Форрест погрожував Бреггу жити, називаючи його боягузом і кажучи: «Ви можете так само добре не віддавати мені жодних наказів, бо я не буду їх виконувати», один із кількох випадків у його кар'єрі, коли Форрест відкрито не підкорявся своїм начальникам. Зараз це вважається апокрифом,  хоча це повторювалося в біографіях, опублікованих зі схвалення Форреста, що свідчить про те, що це відображало його оцінку Брегга.
4 грудня 1863 року Форреста було підвищено до звання генерал-майора. 25 березня 1864 року кавалерія Форреста здійснила рейд на місто Падука, штат Кентуккі, у битві при Падуці, під час якої Форрест вимагав капітуляції полковника США Стівена Г. Хікса: «Якщо мені доведеться штурмувати ваші укріплення, ви не можете очікувати пощади». Хікс відмовився виконати ультиматум, і згідно з його подальшим звітом, війська Форреста зайняли позицію та розмістили батарею гармат, поки прапор перемир'я все ще не був піднятий. Щойно вони отримали відповідь США, вони рушили вперед за командою молодшого офіцера, і американські війська відкрили вогонь. Конфедерати спробували штурмувати форт, але були відбиті; вони згуртувалися та зробили ще дві спроби, обидві з яких зазнали невдачі.

### Різанина у форті Піллоу

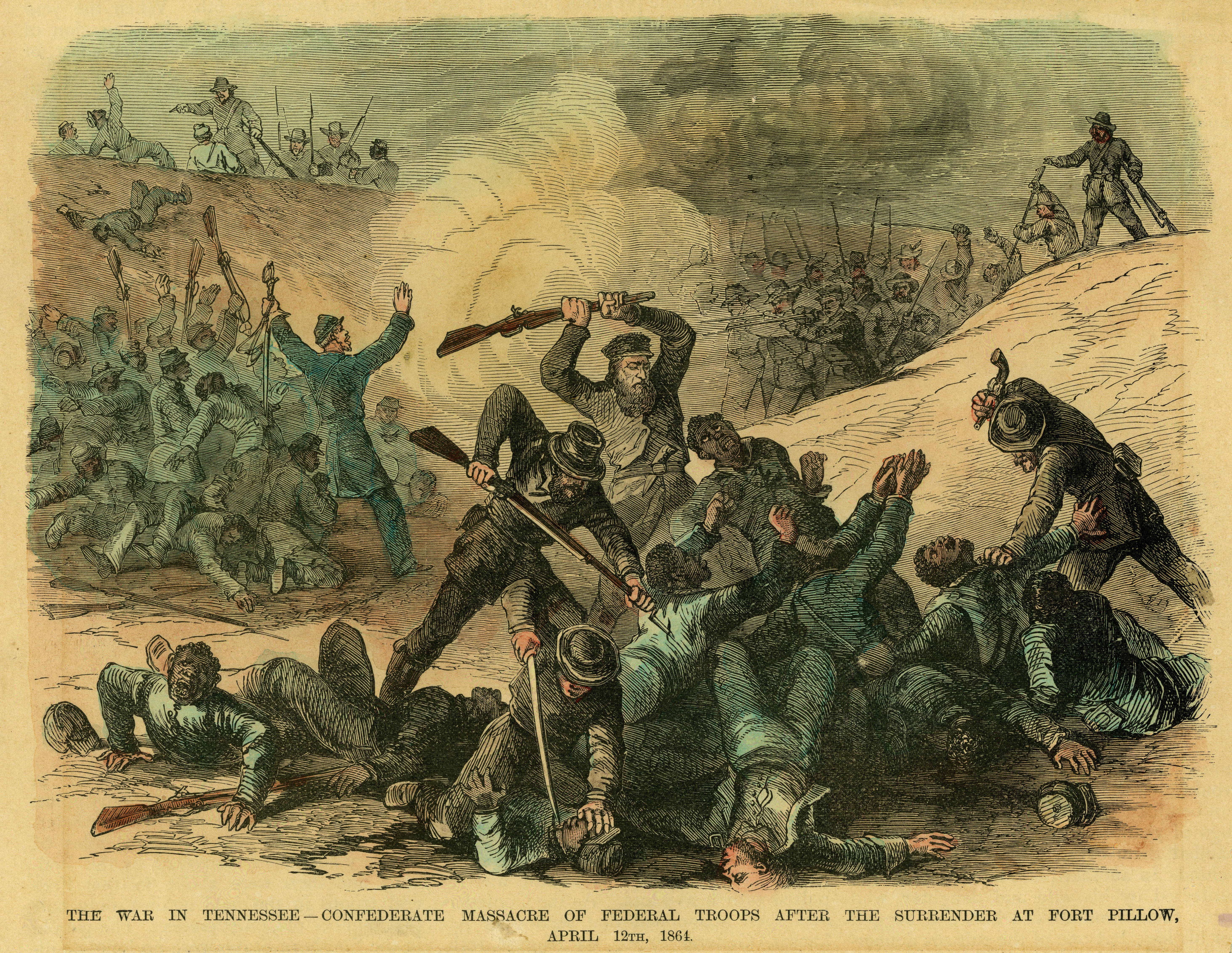
«Війна в Теннессі. Різанина федеральних військ Конфедерацією після капітуляції форту Піллоу 12 квітня 1864 року» (Ілюстровані новини Френка Леслі, 7 травня 1864 року, кольорове видання)

Форт Піллоу, розташований за 64 км (40 миль) вгору за течією від Мемфіса (неподалік від Геннінга, штат Теннессі), був спочатку збудований військами Конфедерації під командуванням генерала Гідеона Джонсона Піллоу на урвищах річки Міссісіпі та захоплений військами США у 1862 році після того, як конфедерати покинули форт. Форт захищали 557 військовослужбовців армії США, 295 білих та 262 чорношкірих, під командуванням майора армії США Бута.
12 квітня 1864 року люди Форреста під командуванням бригадного генерала Джеймса Р. Чалмерса атакували та відбили форт Піллоу. Бут та його ад'ютант загинули в битві, залишивши форт Піллоу під командуванням майора Вільяма Бредфорда. Форрест досяг форту о 10 ранку після важкої їзди з Міссісіпі, під час якої у нього підбили двох коней. До 15:30 Форрест дійшов висновку, що американські війська не можуть утримувати форт; тому він наказав підняти прапор перемир'я та зажадав здачі форту. Як він часто робив, щоб уникнути великих втрат, пов'язаних із необхідністю штурму укріплень, Форрест попередив Бредфорда, що він не може нести відповідальність за те, що його люди можуть зробити в розпалі такої битви.  Бредфорд відмовився здаватися, вважаючи, що його війська зможуть втекти до канонерського човна ВМС США USS New Era на річці Міссісіпі. Люди Форреста негайно захопили форт, тоді як солдати армії США відступили до нижніх урвищ річки, але канонерський човен не прийшов їм на допомогу.
Те, що сталося далі, стало відомим як різанина у форті Піллоу. Коли війська армії США капітулювали, люди Форреста відкрили вогонь, вбиваючи чорношкірих і білих солдатів армії США. За словами істориків Джона Кімпріча та Брюса Тепа, хоча їхня кількість була приблизно однаковою, дві третини чорношкірих солдатів армії США загинули, тоді як білих – лише третина. Звірства у форті Піллоу тривали протягом усієї ночі. Пізніше були надані суперечливі версії того, що сталося.
Війська Конфедерації Форреста звинувачували у надзвичайній жорстокості, зокрема у стрільбі у спину солдатам, які втікали в річку, розстрілі поранених солдатів, спаленні чоловіків живцем, прибиванні чоловіків до бочок та підпалюванні їх, розп'ятті та рубанні шаблями. Люди Форреста нібито підпалили американські казарми, в яких перебували поранені солдати армії США. На захист своїх дій люди Форреста наполягали на тому, що американські солдати, хоча й тікали, зберегли зброю та часто поверталися, щоб стріляти, змушуючи конфедератів продовжувати вогонь у цілях самозахисту. Повстанці заявили, що прапор США все ще майорів над фортом, що свідчило про те, що сили офіційно не капітулювали. У сучасному газетному звіті з Джексона, штат Теннессі, зазначалося, що «генерал Форрест благав їх здатися», але «жоден перший знак капітуляції так і не був поданий». Подібні повідомлення з'являлися в багатьох газетах Конфедерації того часу. Ці заяви були спростовані тими, хто вижив з армії США, а також листом Ахіллеса Кларка, солдата Конфедерації з 20-го Теннессіського кавалерійського полку, який графічно описав різанину. Кларк написав своїм сестрам одразу після битви:
Різанина була жахлива. Словами неможливо описати цю сцену. Бідні ошукані негри підбігали до наших чоловіків, падали на коліна та з піднятими руками кричали про пощаду, але їм наказували встати на ноги, а потім розстрілювали. Білим людям було не набагато краще. Їхній форт виявився величезним загоном для різанини. Кров, людська кров стояла калюжами, а мізків можна було зібрати в будь-якій кількості.
Після припинення бойових дій Форрест перевів 14 найважче поранених кольорових військ США (USCT) на американський пароплав «Срібна хмара».  226 військовослужбовців армії США, захоплених у полон у форті Піллоу, було під охороною доправлено до Холлі-Спрінгс, штат Міссісіпі, а потім конвоєм доправлено до Демополіса, штат Алабама. 21 квітня капітан Джон Гудвін з кавалерійського командування Форреста надіслав депешу зі списком захоплених полонених. У списку були імена 7 офіцерів та 219 білих солдатів-рядових. Президент Авраам Лінкольн звернувся до свого кабінету з проханням висловити свою думку щодо того, як Сполучені Штати повинні реагувати на цю різанину.

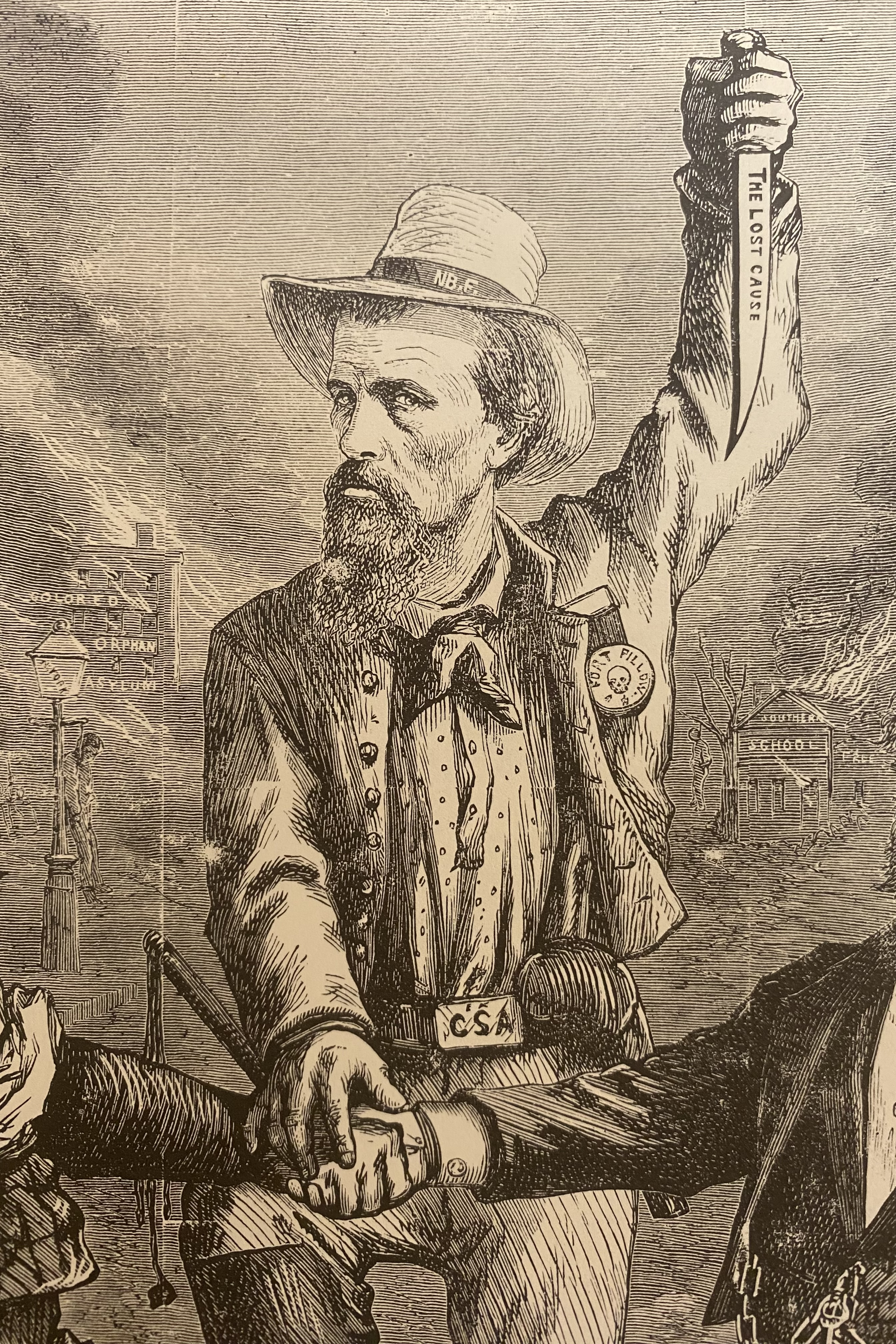
Томас Наст, редакційний карикатурист, пов'язаний з Союзом та Республіканською партією, часто нагороджував Форреста «іронічною «медаллю» Форта Піллоу, коли той у десятку карикатур називав його видатним символом переваги білих та втраченої справи Конфедерації».

На момент різанини генерал Грант вже не був у Теннессі, а був переведений на схід, щоб командувати всіма військами США. Грант писав у своїх мемуарах, що Форрест у своєму звіті про битву «пропустив частину, яка шокує людство».
Через події у Форті Піллоу, громадськість та преса США вважали Форреста воєнним злочинцем. Кореспондент газети «New York Tribune» з Ноксвілла писав, що Форрест та його брати були «рабовласниками та кривдниками», тоді як самого Форреста описували як «підлого, мстивого, жорстокого та безпринципного». Преса Конфедерації непохитно захищала репутацію Форреста.
За словами історика, який досліджував долину річки Камберленд під час Громадянської війни, «повністю усвідомлюючи значення широкомасштабного вербування чорношкірих військ, конфедерати зробили все можливе, щоб зірвати його... Сам Форрест, діючи у західному Теннессі, вирішив інтерпретувати свою приголомшливу перемогу над расово змішаним гарнізоном у Форті Піллоу у квітні, частково, як попередження про використання чорношкірих військ. Він графічно описав битву, перерахував перебільшені цифри втрат Союзу та зазначив: «Сподіваємося, що ці факти продемонструють жителям Півночі, що чорношкірі солдати не можуть впоратися з жителями Півдня».

### Перехрестя Брайс та Тупело

Битва на Перехресті Брайс

Найвирішальніша перемога Форреста відбулася 10 червня 1864 року, коли його військо чисельністю 3500 чоловік, зіткнулося з 8500 бійцями під командуванням бригадного генерала армії США Семюеля Д. Стерджіса в Битві на Перехресті Брайс на північному сході Міссісіпі.  Тут мобільність військ під його командуванням та перевага в тактиці призвели до перемоги,  що дозволило йому продовжувати переслідувати американські війська на південному заході Теннессі та північній частині Міссісіпі протягом усієї війни.  Форрест зайняв позицію для атаки, щоб відбити переслідування під командуванням Стерджіса, якого було відправлено, щоб перешкодити Форресту знищити лінії постачання та укріплення армії США.  Коли федеральна армія Стерджіса підійшла до перехрестя, вона зіткнулася з кавалерією Форреста. Стерджіс наказав своїй піхоті просунутися до лінії фронту, щоб протидіяти кавалерії. Піхота, втомлена, виснажена та страждаюча від спеки, була швидко розбита та відправлена до масового відступу. Форрест вирушив у повну атаку за відступаючою армією та захопив 16 артилерійських знарядь, 176 возів та 1500 стендів стрілецької зброї. Загалом, маневр коштував Форресту 96 вбитих та 396 поранених. Найгіршим був цей день для американських військ, які втратили 223 вбитих, 394 поранених та 1623 зниклих безвісти. Ці втрати стали важким ударом для чорного полку під командуванням Стерджіса. Під час поспішного відступу вони зняли пам'ятні значки з написом «Пам'ятайте про Форт Піллоу», щоб не провокувати переслідування конфедеративних сил.
Через місяць, служачи під командуванням генерала Стівена Д. Лі, Форрест зазнав тактичної поразки в битві при Тупело в 1864 році.  Стурбований шляхами постачання армії США, генерал-майор Шерман відправив війська під командуванням генерал-майора Ендрю Дж. Сміта, щоб розібратися з Форрестом.  Війська армії США вибили конфедератів з поля бою, і Форрест був поранений у ногу, але його сили не були повністю знищені. Він продовжував протидіяти зусиллям армії США на Заході до кінця війни.

### Рейди на Теннессі

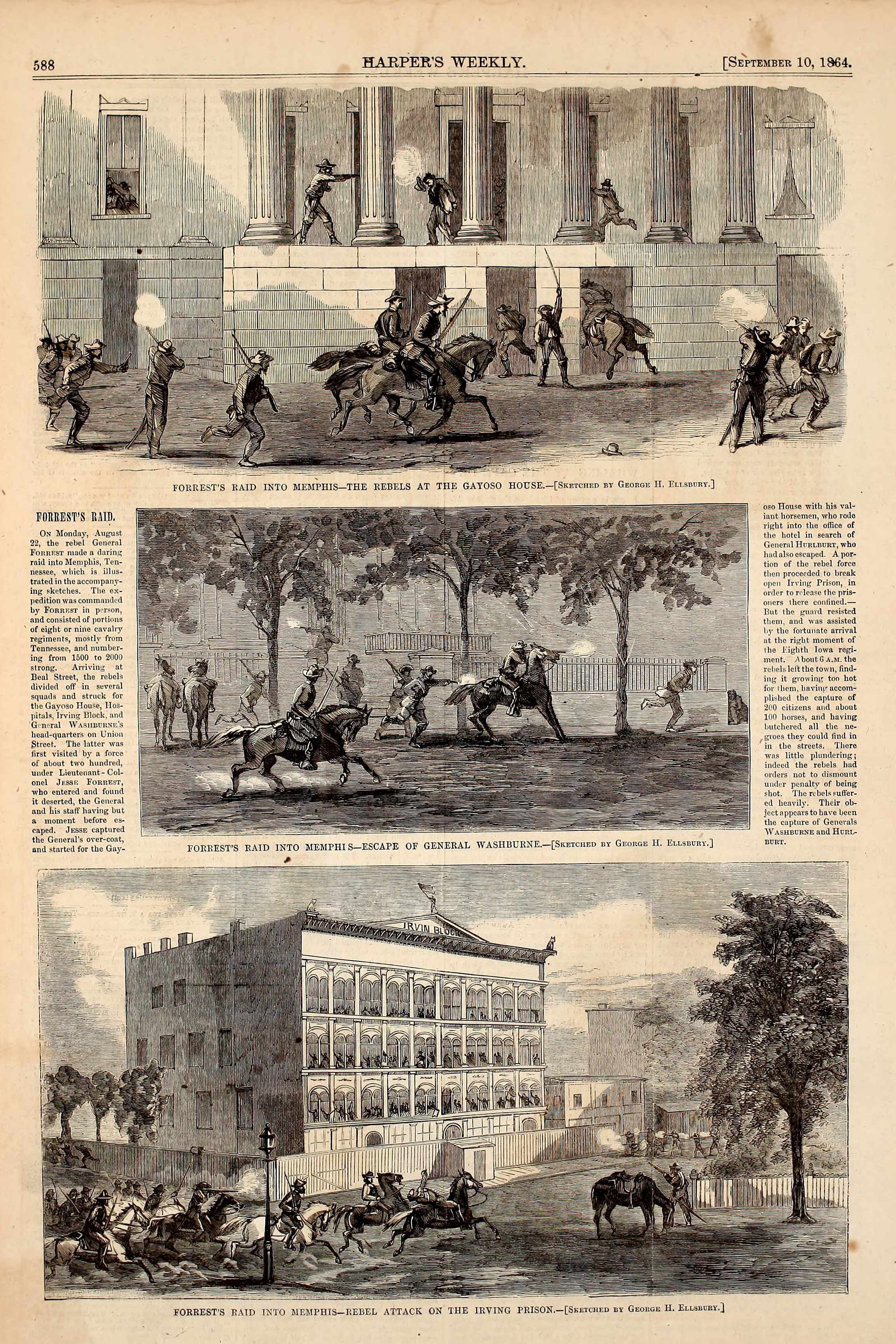
«Рейд Форреста», ескіз Джорджа Г. Еллсбері (Harper's Weekly, 10 вересня 1864 р.)

Того літа та осені Форрест очолив інші рейди, включаючи відомий наліт на центр Мемфіса, що утримувався армією США, у серпні 1864 року (Друга битва за Мемфіс), та ще один на великий склад постачання армії США в Джонсонвіллі, штат Теннессі. 4 листопада 1864 року, під час битви за Джонсонвілл, конфедерати обстріляли місто, потопивши три канонерські човни та майже тридцять інших кораблів, а також знищивши багато тонн припасів. Під час Теннессіської кампанії Худа він бився разом з генералом Джоном Беллом Худом, найновішим командувачем армії Теннессі, у Другій битві за Франклін.  Зіткнувшись з катастрофічною поразкою, Форрест гірко сперечався з Худом (своїм начальником), вимагаючи дозволу перетнути річку Харпет і відрізати шлях відступу армії генерал-майора армії США Джона М. Скофілда. Зрештою він зробив спробу, але було вже надто пізно.

### Мерфрісборо, Нашвілл та Сельма

Мапа кампанії Франкліна-Нашвілла, включаючи війська під командуванням Форреста

Після кривавої поразки під Франкліном, Худ продовжив шлях до Нешвілла. Худ наказав Форресту здійснити незалежний рейд проти гарнізону Мерфрісборо. Після успішного досягнення цілей, визначених Худом, Форрест 5 грудня 1864 року вступив у бій з американськими військами поблизу Мерфрісборо. У битві, відомій як Третя битва під Мерфрісборо, частина командування Форреста втекла.  Коли загартована в боях армія Теннессі Худа, що складалася з 40 000 чоловіків, розгорнутих у трьох піхотних корпусах, плюс від 10 000 до 15 000 кавалеристів, була майже знищена 15–16 грудня в битві під Нешвіллом,
Форрест відзначився, командуючи ар'єргардом Конфедерації в серії дій, які дозволили залишкам армії втекти. За це, 2 березня 1865 року, його підвищили до звання генерал-лейтенанта. Частина його командування, яка вже була спішена, була зненацька захоплена в таборі у Вероні, штат Міссісіпі, 25 грудня 1864 року під час рейду бригади кавалерійської дивізії генерала Бенджаміна Грірсона на залізницю Мобіл та Огайо.
Навесні 1865 року Форрест очолив невдалу оборону штату Алабама від рейду Вільсона. Його опонент, бригадний генерал армії США Джеймс Х. Вільсон, переміг Форреста в битві при Сельмі 2 квітня 1865 року. Через тиждень генерал Роберт Е. Лі здався Гранту у Вірджинії. Коли він отримав звістку про капітуляцію Лі, Форрест також здався. 9 травня 1865 року в Гейнсвіллі Форрест зачитав свою прощальну промову до бійців під його командуванням, закликаючи їх «підкоритися владі та допомогти у відновленні миру та встановленні закону та порядку по всій країні».

## Післявоєнні роки

### Бізнес-проекти

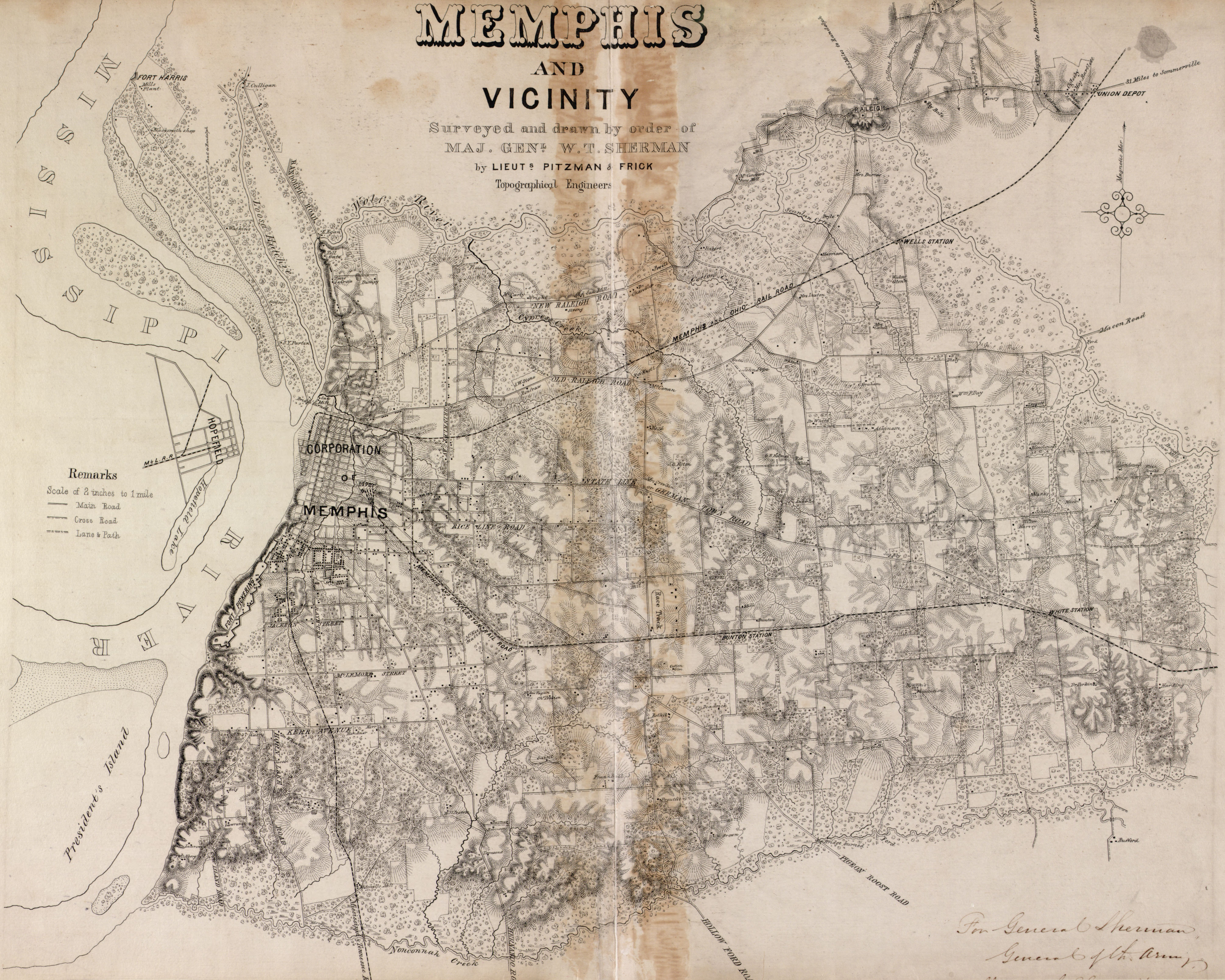
«Мемфіс та околиці», нанесені на карту часів Громадянської війни в Америці, включаючи острів Президента, де післявоєнна ферма Форреста використовувала працю ув'язнених.

Як колишній рабовласник і работорговець, Форрест пережив скасування рабства наприкінці війни як велику фінансову невдачу. Під час війни він зацікавився районом навколо Кроулі-Рідж і в 1865 році розпочав цивільне життя в Мемфісі, штат Теннессі. У 1866 році Форрест і Сі Сі МакКрінор уклали контракт на завершення залізниці Мемфіс-Літл-Рок, включаючи смугу відведення, яка проходила через хребет.  Комісарія на вершині хребта, яку він побудував як провізний склад для 1000 ірландських робітників, найнятих для прокладання рейок, стала ядром міста, яке більшість мешканців називали «Форрест-Таун» і яке було зареєстровано як Форрест-Сіті, штат Арканзас, у 1870 році.
Історик Корт Карні пише, що Форрест не був загальнопопулярним у білій громаді Мемфіса: він відчужив багатьох бізнесменів міста своїми комерційними операціями та був критикований за сумнівну ділову практику, яка призвела до його дефолту за боргами.
Пізніше він знайшов роботу на залізниці Маріон-енд-Мемфіс, що базується в Сельмі, і зрештою став президентом компанії. Він не був таким успішним у просуванні залізниці, як у війні, і під його керівництвом компанія збанкрутувала. Майже розорений в результаті цієї невдачі, Форрест провів свої останні дні, керуючи фермою площею вісімсот акрів на землі, яку він орендував на острові Президента в річці Міссісіпі, де він і його дружина жили в дерев'яній хатині. Там, працею понад ста в'язнів, він прибутково вирощував кукурудзу, картоплю, овочі та бавовну, але його здоров'я неухильно погіршувалося.У травні 1877 року використання Форрестом праці каторжників було описано як невідрізнене від рабства, зокрема використання гончих, охоронців з дробовиками та тілесних покарань. Критики також стверджували, що це несправедливо та експлуататорськи: «Засуджений фермер має фінансовий інтерес у засудженні стільки осіб, скільки йому потрібно... а послушні і корумповані посіпаки та судді можуть легко задовольнити попит у стислі терміни в країні, де незахищений негр змушений красти або голодувати».

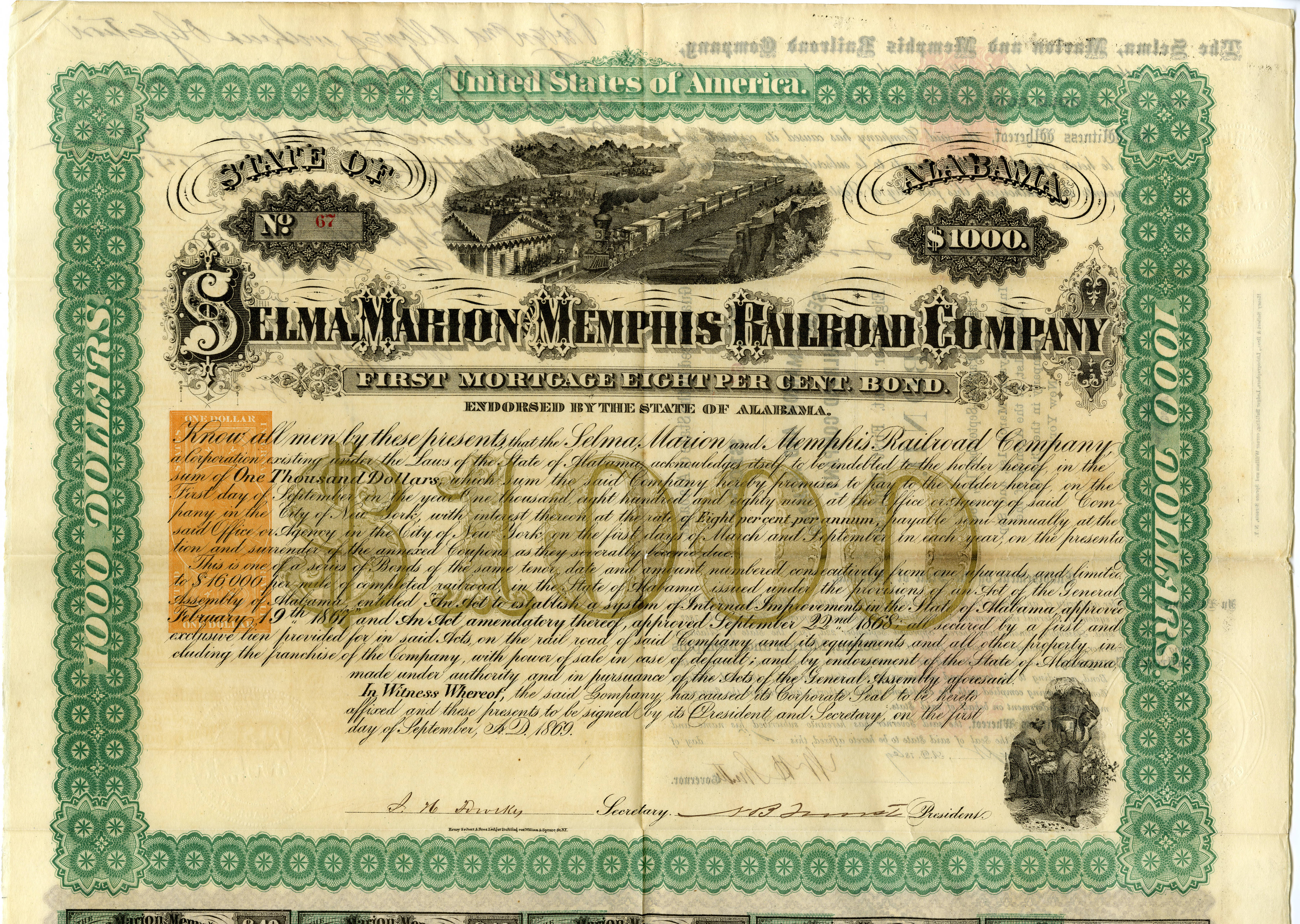
Облігації залізниці Сельма, Маріон і Мемфіс, випущені в 1869 року штатом Алабама, підписані Н. Б. Форрестом

### Пропонує свої послуги Шерману
Під час справи Вірджиніуса 1873 року деякі старі друзі Форреста з Конфедерації були обструкторами на борту судна; в результаті він написав листа тодішньому генералу-головнокомандувачу армії Сполучених Штатів Вільяму Т. Шерману та запропонував свої послуги у разі війни між Сполученими Штатами та Іспанією. Шерман, який усвідомлював, наскільки грізним супротивником був Форрест у битві під час Громадянської війни, відповів після того, як криза вщухла. Він подякував Форресту за пропозицію та заявив, що якби спалахнула війна, він би вважав за честь служити пліч-о-пліч з ним.

### Керівництво Ку-клукс-кланом

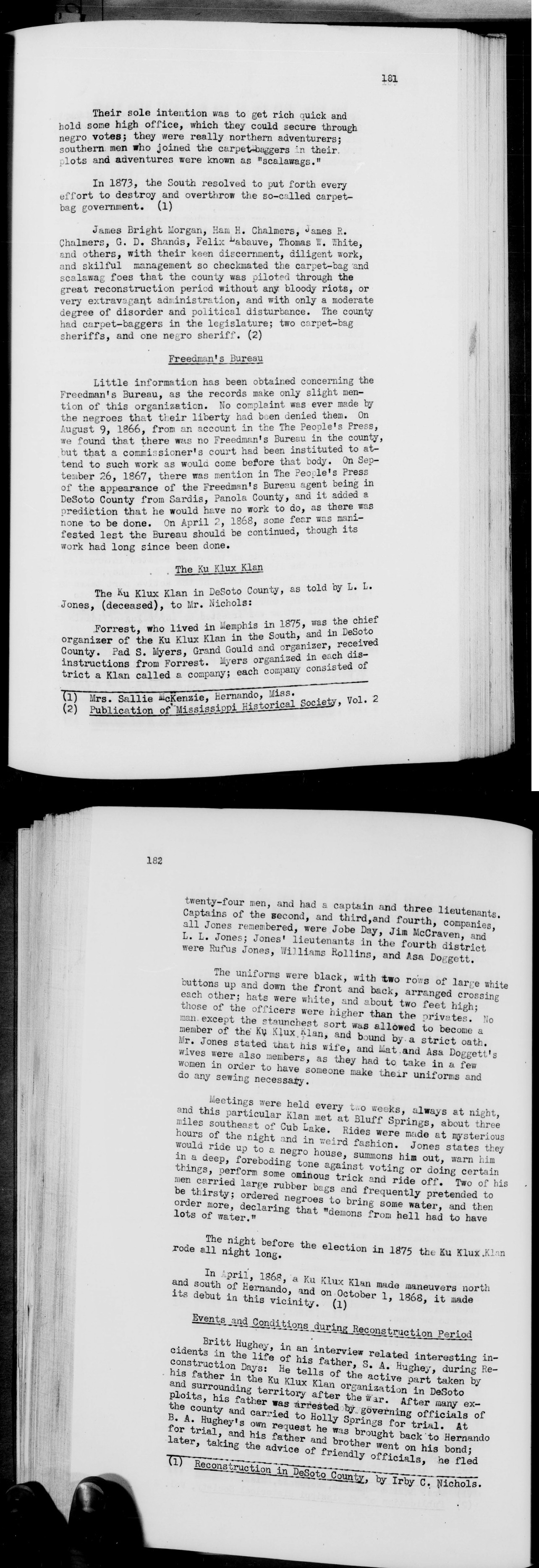
Згідно з історією округу Десото, штат Міссісіпі, підготовленою Адміністрацією з питань робочого розвитку (WPA) у 1938 році, «Форрест, який жив у Мемфісі в 1875 році, був головним організатором Ку-клукс-клану на півдні та в окрузі Десото. Пед С. Маєрс, Великий Гулд та організатор, отримував інструкції від Форреста».

Форрест був одним із перших членів Ку-клукс-клану, який був сформований шістьма ветеранами Армії Конфедерації в Пуласкі, штат Теннессі, навесні 1866 рокуі незабаром поширився по всьому штату та за його межі. Форрест долучився до організації приблизно наприкінці 1866 або на початку 1867 року. Поширеною була інформація, що Форрест прибув до Нешвілла, коли Клан зустрічався в готелі «Maxwell House» у квітні 1867 року, ймовірно, за заохоченням колишнього товариша по службі генерала Конфедерації, який став лідером Клану штату, Джорджа Гордона. Організація зросла до такої міри, що потрібен був досвідчений командир, і Форрест добре підходив для цієї ролі. У кімнаті 10 готелю «Maxwell» Форрест був приведений до присяги як член перед Джоном В. Мортоном. Браян Стіл Віллс цитує двох членів ККК, які ідентифікували Форреста як лідера Клану. Джеймс Р. Кроу заявив: «Після того, як орден розрісся до великої чисельності, ми визнали необхідним віддати керівництво людині з великим досвідом. Ми обрали генерала Форреста».  Інший член написав: «Форрест, відомий у Конфедерації, очолював нас і був відомий як Великий Чарівник. Я чув, як він виголошував промову в одному з наших лігв». Титул «Великий Чарівник» було обрано тому, що Форрест був відомий як «Чарівник Сідла» під час війни. Згідно з біографією Джека Херста 1993 року, «Через два роки після Аппоматтокса Форрест перевтілився у великого чарівника Ку-клукс-клану. Як перший національний лідер Клану, він став Втраченою Справою Ангела-месника Конфедерації, перетворивши вільну групу хлоп'ячих таємних соціальних клубів на реакційний інструмент терору, якого досі бояться». Форрест був першим і єдиним Великим Чарівником KKK, і він активно займався вербуванням нових членів KKK з 1867 по 1868 рік.
Після війни Конгрес Сполучених Штатів почав приймати Закони про реконструкцію, щоб визначити умови реадмісії колишніх Конфедеративних Штатів до Сполучених Штатів,  включаючи ратифікацію Чотирнадцятої (1868) та П'ятнадцятої (1870) поправок до Конституції Сполучених Штатів. Чотирнадцята стосувалась прав громадянства та рівного захисту законів для колишніх рабів, тоді як П'ятнадцята спеціально закріплювала виборчі права чорношкірих чоловіків.  За словами Віллса, на виборах до штатів у серпні 1867 року Ку-клукс-клан був відносно стриманим у своїх діях. Білі американці, які входили до Ку-клукс-клану, сподівалися переконати чорношкірих виборців, що повернення до довоєнного стану рабства відповідає їхнім найкращим інтересам. Форрест допомагав у підтримці порядку. Після того, як ці зусилля зазнали невдачі, насильство та залякування з боку Ку-клукс-клану загострилися та стали широкомасштабними. Однак, автор Ендрю Ворд пише: «Навесні 1867 року Форрест та його драгуни розпочали кампанію опівнічних парадів; маскарадів «привидів»; «побиття» і навіть «вбивств негрів-виборців та білих республіканців, щоб відлякати чорношкірих від голосування та балотування на виборчі посади». У 1868 році «організатори ККК поширили друковані ритуали. Форрест та його ділові партнери тоді просували страхове підприємство, і їхні подорожі сприяли цьому руху».
В інтерв'ю газеті Цинциннаті 1868 року Форрест стверджував, що Ку-клукс-клан налічує 40 000 членів у Теннессі та 550 000 загалом членів по всьому півдню Сполучених Штатів.  Він сказав, що співчуває їм, але заперечував будь-який формальний зв'язок, хоча й стверджував, що сам може зібрати тисячі чоловіків. Він описав Клан як «захисну політичну військову організацію... Члени присягнулися визнавати уряд Сполучених Штатів... Спочатку його цілями був захист від Лояльних Ліг та Великої Армії Республіки...».  Лише через рік на посаді Великого Чарівника, у січні 1869 року, зіткнувшись з некерованим членством, яке використовувало методи, що здавалися дедалі контрпродуктивнішими, Форрест розпустив Клан, наказав знищити їхні костюми та відмовився від участі. Його заява мала незначний ефект, і мало хто з членів Ку-клукс-клану знищив свої мантії та капюшони.
У 1871 році у звіті Комітету Конгресу США зазначалося, що «природною схильністю всіх таких організацій є насильство та злочинність, тому саме генерал Форрест та інші впливові люди, використовуючи свою моральну силу, спонукали їх до розпуску».

### З'їзд Демократичної партії 1868 року

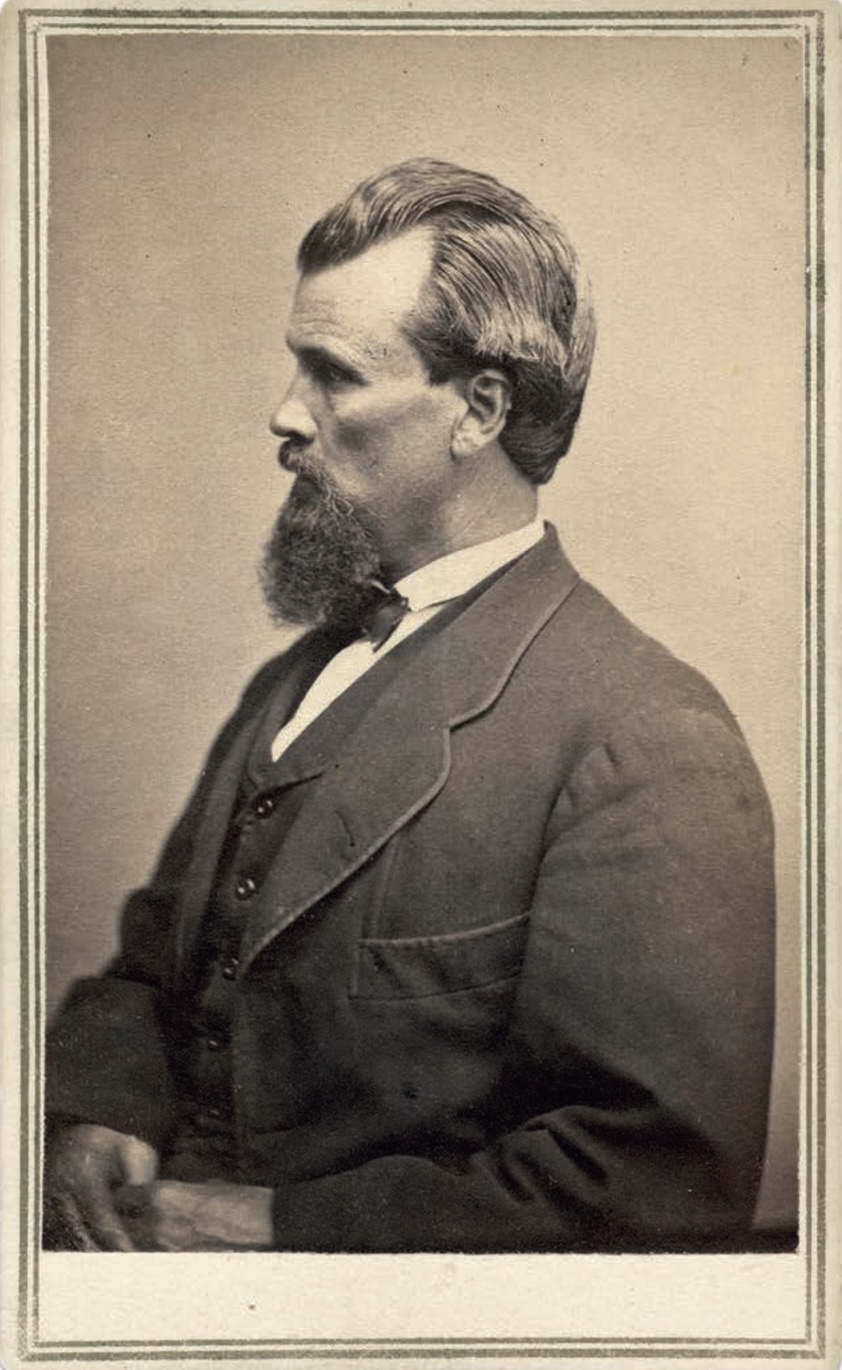
Фотографія Натана Бедфорда Форреста 1868 року, зроблена Метью Бреді в Нью-Йорку під час з'їзду Демократичної партії 1868 року (колекція Стіва та Майка Романо, військові зображення)

Діяльність ККК проникла в кампанію Демократичної партії на Президентських виборах 1868 року. Видатні колишні конфедерати, включаючи Форреста, Великого чарівника Клану, та Вейда Гемптона з Південної Кароліни, були присутні як делегати на з'їзді Демократичної партії 1868 року, що проходив у штаб-квартирі Таммані-Голлу за адресою «East 14th Street 141», у Нью-Йорку. Форрест їхав на з'їзд поїздом, який зупинився недалеко від невеликого містечка по дорозі, коли йому наткнувся боєць, який кричав на нього «чортів м'ясник» і хотів його побити. Коли Форрест підвівся і підійшов до хулігана, мета його суперника «випарувалася». Колишнього губернатора Нью-Йорка Гораціо Сеймура було висунуто кандидатом у Президенти від Демократичної партії, тоді як друга Форреста, Френсіса Престона Блера-молодшого, було висунуто кандидатом у Віцепрезиденти від Демократичної партії, напарником Сеймура. Передвиборче гасло партії Сеймура-Блера було таким: «Наш квиток, наш девіз, це країна білої людини; нехай правлять білі люди». У своїй програмі Демократична партія засудила Закони про реконструкцію як неконституційні, недійсні та революційні Партія виступала за ліквідацію Бюро вільновідпущеників та будь-якої урядової політики, спрямованої на допомогу чорношкірим на півдні Сполучених Штатів. Ці події зіграли на руку республіканцям, які зосередилися на нібито нелояльності Демократичної партії під час і після Громадянської війни.

### Вибори 1868 року

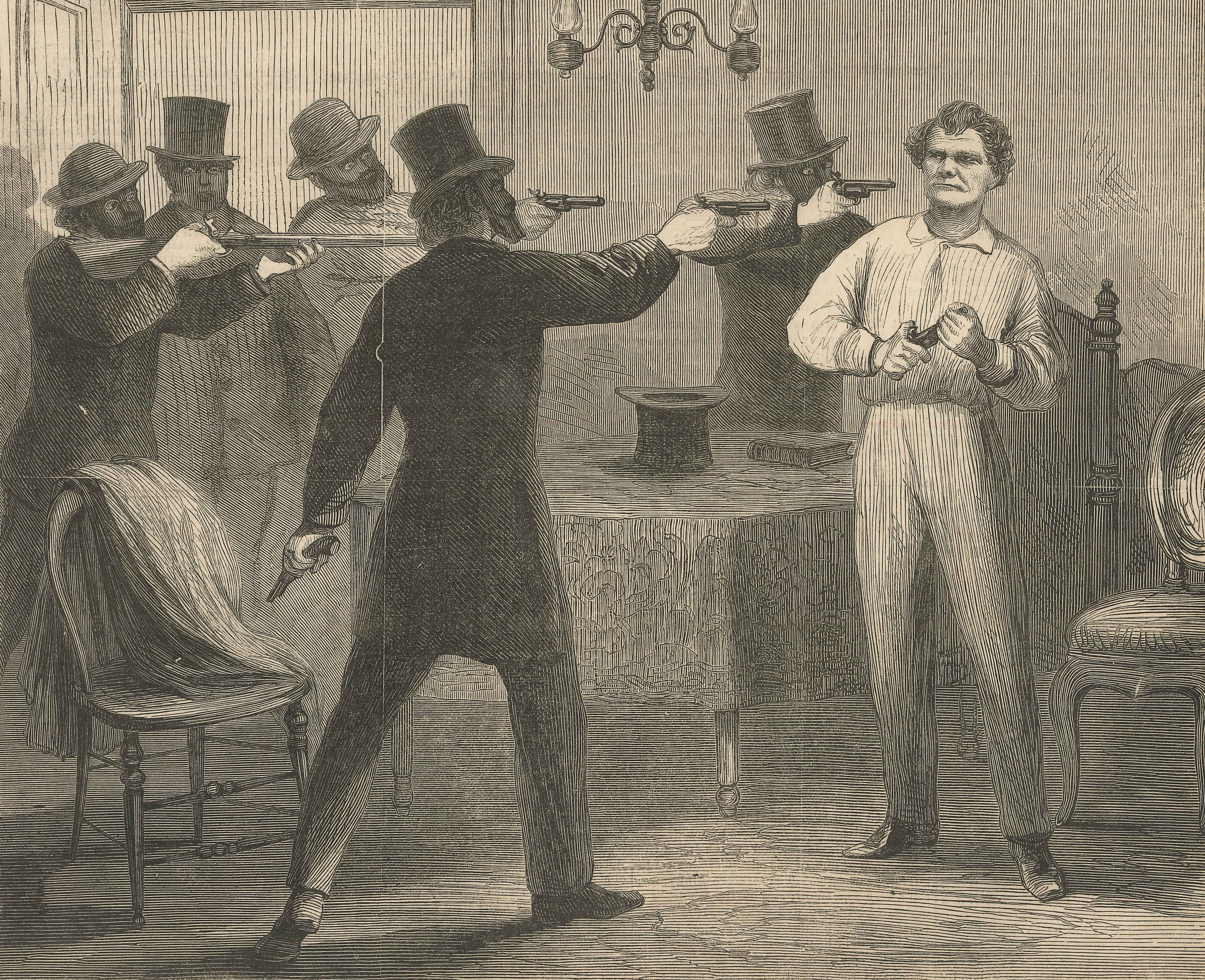
Видатний організатор республіканської партії Джордж Ешберн був убитий у Джорджії Ку-клукс-кланом 31 березня 1868 року.

Під час президентських виборів 1868 року, Ку-клукс-клан під керівництвом Форреста та інших організацій застосовував насильство та залякування проти чорношкірих та виборців-республіканців. Форрест відіграв помітну роль у поширенні Клану на півдні Сполучених Штатів, кілька разів зустрічаючись з білими расистами в Атланті між лютим і березнем 1868 року. Форрест, ймовірно, організував мережу Клану в штаті Джорджія під час цих візитів. 31 березня Клан завдав удару, вбивши відомого організатора республіканців Джорджа Ешберна в Колумбусі.
Республіканці висунули на посаду президента одного з бойових супротивників Форреста, героя війни США Улісса Гранта, на своєму з'їзді, що відбувся в жовтні. Члени Клану отримували накази від своїх колишніх офіцерів Конфедерації. У Луїзіані було вбито 1000 негрів, щоб придушити голосування республіканців. У Джорджії чорні та республіканці також зіткнулися з масовим насильством. Насильство Клану було спрямоване насамперед на залякування виборців, спрямоване проти чорношкірих та білих прихильників Республіканської партії. Насильницька тактика Клану дала зворотний ефект, оскільки Грант, гаслом якого було «Давайте мати мир», переміг на виборах, а республіканці отримали більшість у Конгресі. Грант переміг Гораціо Сеймура, кандидата в президенти від Демократичної партії, з впевненим відривом виборців – 214 до 80. Голосування виборців було набагато тіснішим: Грант отримав 3 013 365 (52,7%) голосів, тоді як Сеймур отримав 2 708 744 (47,3%) голоси. Грант програв у Джорджії та Луїзіані, де насильство та залякування щодо чорношкірих були найбільш помітними.

### Переслідування Ку-клукс-клану та свідчення в Конгресі (1871)
Багато хто в Сполучених Штатах, включаючи президента Гранта, підтримали прийняття П'ятнадцятої поправки, яка надала право голосу американським чоловікам незалежно від «раси, кольору шкіри чи попереднього підневільного стану». Конгрес і Грант приймали Закони про забезпечення виконання з 1870 по 1871 рік, щоб захистити «реєстрацію, голосування, обіймання посад або службу в суді присяжних»  афроамериканців. Згідно з цими законами, що були запроваджені Грантом і новоствореним Міністерством юстиції, було висунуто понад 5000 обвинувальних актів і 1000 засуджень членів Ку-клукс-клану по всьому півдню Сполучених Штатів.
Форрест свідчив перед Конгресом під час розслідування діяльності Ку-клукс-клану 27 червня 1871 року. Він заперечував членство, але його роль у Ку-клукс-клані виходила за межі компетенції слідчого комітету, який написав: «Наш намір не пов'язувати генерала Форреста з цим наказом (читач може зробити власний висновок з цього питання)».  Комітет також зазначив: «Природною схильністю всіх таких організацій є насильство та злочинність; саме тому генерал Форрест та інші впливові люди в штаті, використовуючи свою моральну силу, спонукали їх до розпуску». Джордж Кантор, біограф генералів Конфедерації, писав: «Форрест ухилявся та хизувався, заперечуючи будь-які знання, але визнав, що знав деяких причетних людей. Він уникав деяких питань та посилався на невдачу в пам'яті щодо інших. Пізніше він зізнався у «джентльменській брехні». Він більше не хотів мати нічого спільного з Ку-клукс-кланом, але вважав за необхідне захистити колишніх соратників».

### Раса та політика (1870-ті роки)

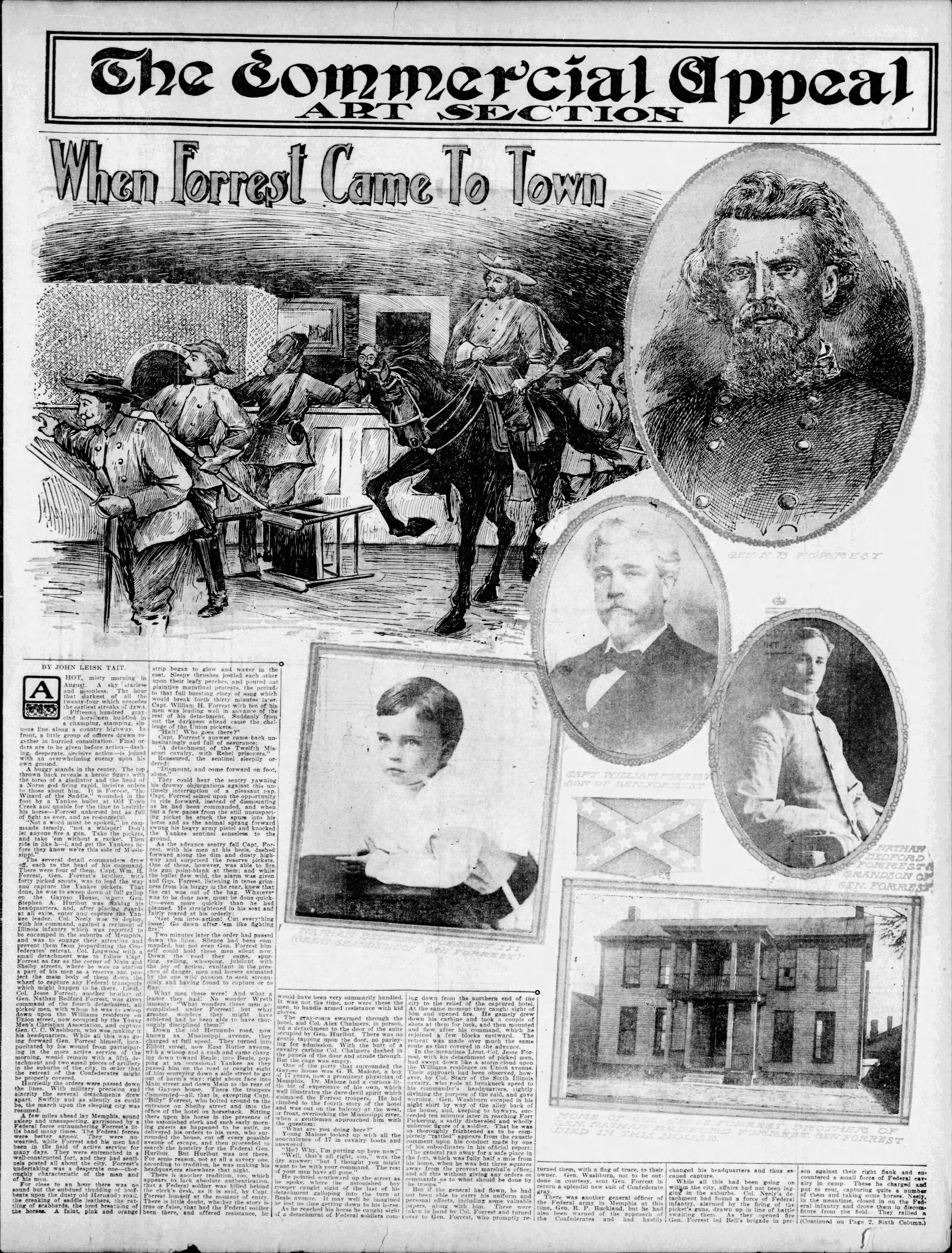

Після вбивства лінчуванням чотирьох темношкірих, яких було заарештовано за самозахист під час бійки на барбекю, Форрест у серпні 1874 року написав губернатору Теннессі Джону К. Брауну, добровільно зголосившись особисто очолити загін для покарання відповідальних за це «білих мародерів». Браун чемно відмовився від пропозиції.
У січні 1875 року Форрест приїхав до Нешвілла, щоб виступати проти переобрання Ендрю Джонсона до Сенату; четверо з шести інших кандидатів, яких розглядала Асамблея Теннессі, були колишніми високопоставленими офіцерами Армії Конфедерації, а саме генерали Джон К. Браун, Вільям Б. Бейт, В. А. Кворлз та полковник Джон Х. Севідж. За словами історика Фея В. Брабсона, коли Форрест прибув, Джонсон хитро сказав йому: «Коли приходять боги, напівбоги йдуть; якщо люди дійсно хочуть віддати шану там, де вона належить, вони повинні підтримати Форреста в Сенаті, а не будь-якого однокінського генерала». Форрест був належним чином польщений і тієї ж ночі виїхав з міста до Мемфіса, залишивши «менш значущих військових претендентів» боротися між собою в програшній битві з Джонсоном.
Під час свого останнього публічного виступу Форрест виголосив промову 5 липня 1875 року перед Незалежною асоціацією носіїв полюса, післявоєнною організацією чорношкірих жителів Півдня, яка виступала за покращення економічного становища чорношкірих та досягнення рівних прав для всіх громадян. Він виголосив те, що газета «Нью-Йорк таймс» описала як «дружню промову», під час якої, коли дочка офіцера носіїв полюса запропонувала йому букет, він прийняв його, подякував молодій чорношкірій жінці та поцілував її в щоку. Форрест виступив на підтримку прогресу чорношкірих та прагнув бути прихильником миру та злагоди між чорними та білими американцями.
У відповідь на промову Носіїв Полюсів, Асоціація кавалерії, що базувалася в Августі, перша організація Конфедерації, сформована після війни, провела зустріч 30 липня 1875 року, на якій капітан Френсіс Еджворт Єва, колишній солдат кавалерії, обраний до свого звання в Гусарському полку Джорджії, виступив з промовою, в якій висловив рішуче несхвалення зауважень Форреста про пропаганду міжрасової гармонії, висміяв його здібності та судження, а також назвав жінку, яка подарувала Форресту квіти, «мулаткою». Асоціація одноголосно проголосувала за внесення змін до свого статуту, щоб прямо заборонити публічну агітацію або натяки на будь-яке об'єднання білих жінок та дівчат як таких, що належать до тих самих класів, що й «жінки негритянської раси». Газета «Macon Weekly Telegraph» також засудила Форреста за його промову, назвавши цю подію «нещодавнім огидним проявом себе на негритянському джамборі» та процитувавши уривок зі статті в «Charlotte Observer», у якій йшлося: "Ми нескінченно більше поважаємо Лонгстріта, який братається з негритянськими чоловіками на публічних заходах, маючи в кишені плату за зраду своїй расі, ніж Форреста та генерала Піллоу, які зрівнюються з негритянськими жінками, маючи оплатою лише «ф'ючерси».

### Смерть

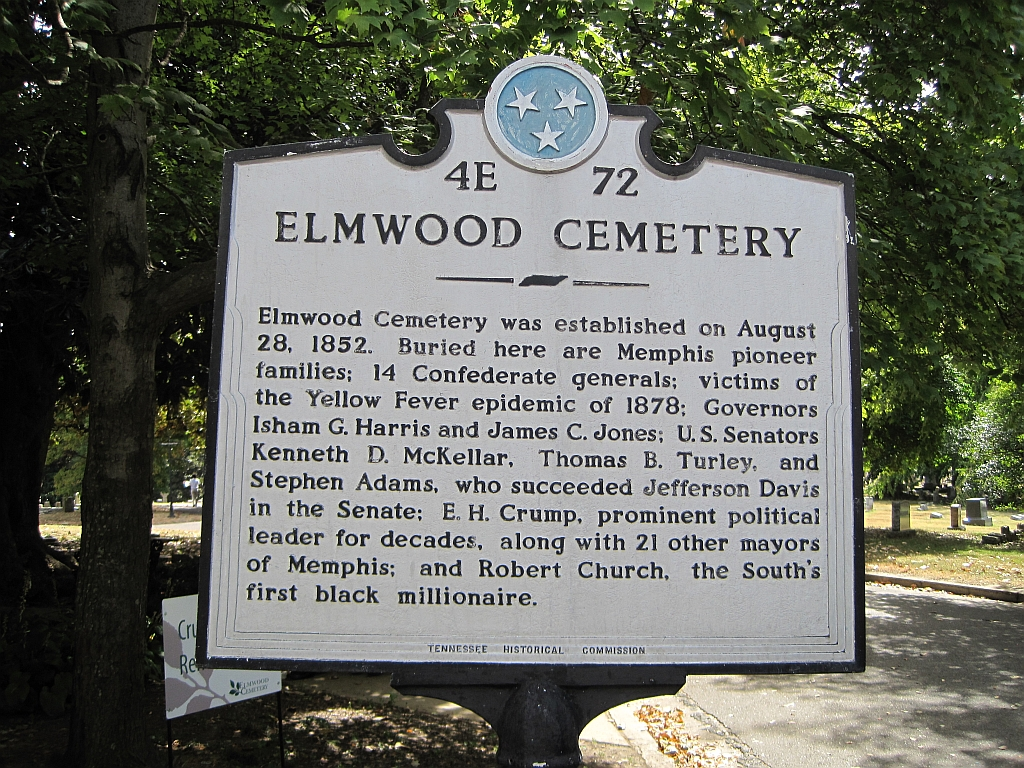
Кілька членів родини Форрестів поховані на кладовищі Елмвуд у Мемфісі.

Повідомляється, що Форрест помер від гострих ускладнень діабету в будинку свого брата Джессі у Мемфісі 29 жовтня 1877 року. Його панегіричну промову виголосив його нещодавній духовний наставник, колишній капелан Конфедерації Джордж Такер Стейнбек, який у своїй промові заявив: «Генерал-лейтенант Натан Бедфорд Форрест, хоча й мертвий, все ж говорить. Його вчинки закарбувалися в серцях тисяч і говорять там вічно».
Похоронна процесія Форреста сягала понад дві милі. За оцінками, натовп скорботних налічував 20 000 людей. За словами біографа Форреста, Джека Херста, письменники, присутні на публічному огляді тіла Форреста та похоронній процесії, відзначили серед них багато чорношкірих громадян.

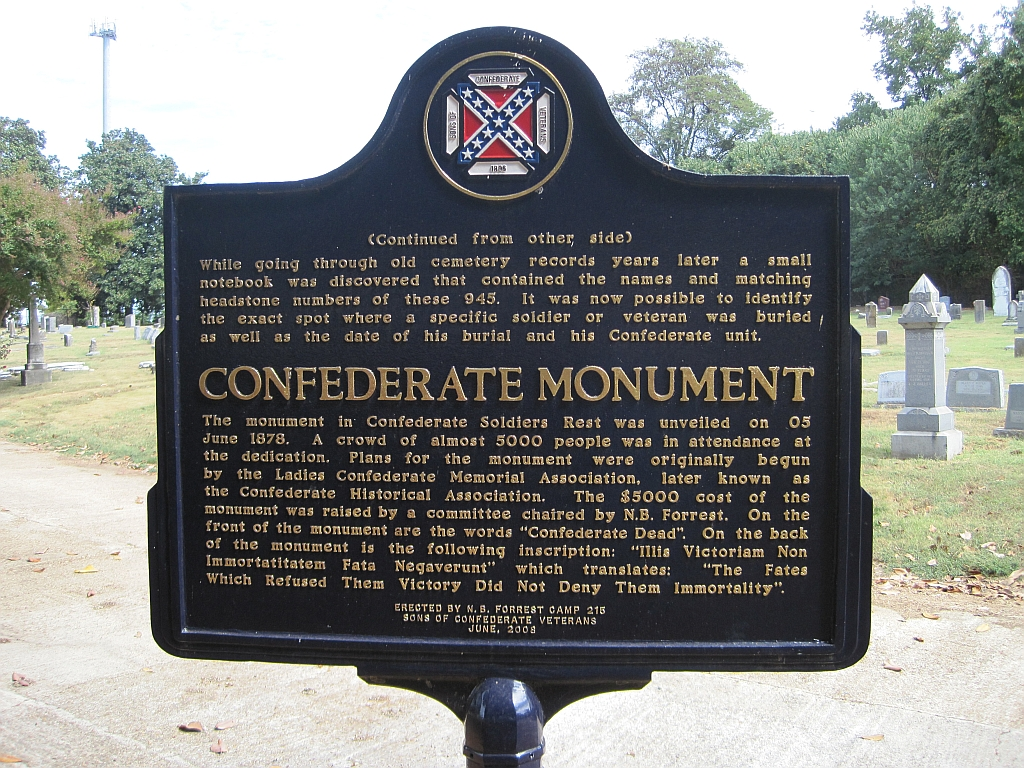
Форрест допоміг зібрати гроші на пам'ятник Конфедерації на кладовищі.

Форреста поховали 30 жовтня 1877 року на кладовищі Елмвуд у Мемфісі з військовими почестями та обрядами як члена клану «Odd Fellows». У 1904 році останки Форреста та його дружини Мері були викопані з Елмвуда та перенесені до міського парку Мемфіса, який спочатку називався Форрест-парком на його честь, але згодом був перейменований на Парк медичних наук.
7 липня 2015 року міська рада Мемфіса одноголосно проголосувала за видалення статуї Форреста з Парку медичних наук та повернення останків Форреста та його дружини на цвинтар Елмвуд. Однак, 13 жовтня 2017 року Історична комісія Теннессі застосувала Закон про охорону спадщини Теннессі 2013 року та Публічне право США 85-425: Розділ 410, щоб скасувати рішення міста. Відповідно, Мемфіс продав землю парку Memphis Greenspace, некомерційній організації, на яку не поширюється Закон про охорону спадщини Теннессі, яка негайно видалила пам'ятник, як пояснюється нижче.